# Ngựa trong chiến tranh ở Đông Á

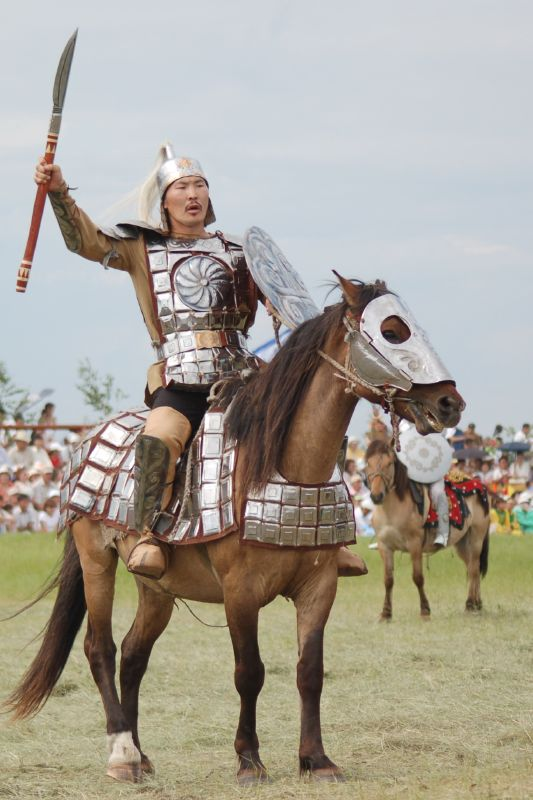
Một chiến binh Mông Cổ trên lưng ngựa, ngựa Mông Cổ là biểu tượng cho những con ngựa chiến ở vùng Đông Á trong thời Trung Cổ

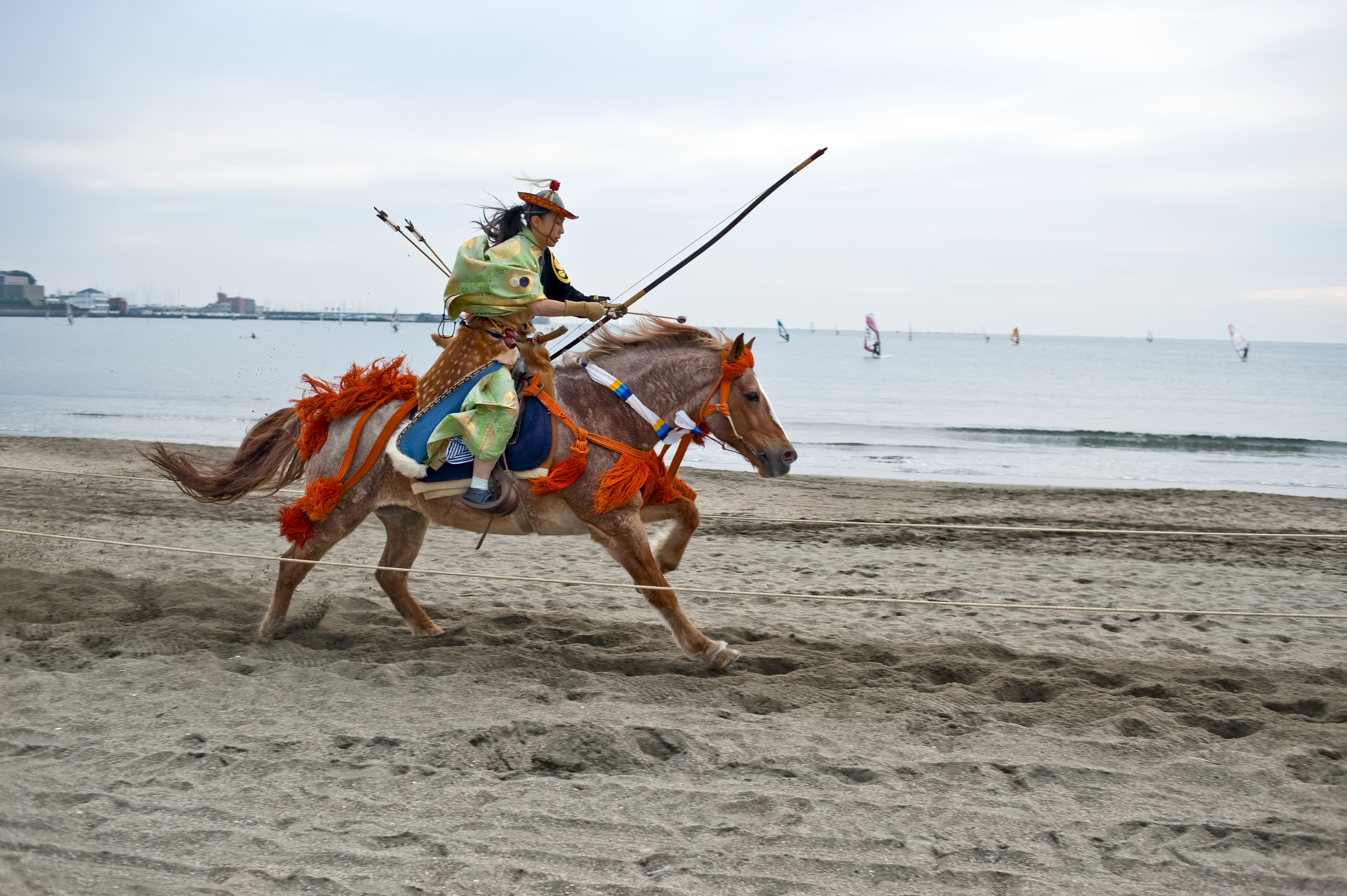
Một kỵ xạ Nhật Bản đang phi nước đại

Ngựa trong chiến tranh ở vùng Đông Á phản ánh lịch sử ngựa chiến ở các quốc gia Đông Á như Trung Quốc, Mông Cổ, Việt Nam, Nhật Bản, Triều Tiên. Theo quan niệm của người Đông phương, hình ảnh những dũng tướng trên lưng ngựa phi nước đại ra sa trường là biểu tượng của sức mạnh, sự thần tốc và lòng kiêu hãnh. Từ cổ chí kim, nhiều võ tướng, danh tướng luôn được tái hiện rất dũng mãnh trong hình ảnh cưỡi ngựa xông pha trận mạc. Ở chiến trường, người ta coi trọng vai trò của ngựa sánh ngang với con người, ngựa được coi là chiến mã và bảo mã là sinh mệnh của võ tướng.
Trong binh pháp phương Đông việc sử dụng chiến mã và đánh trận bằng kỵ binh chủ yếu dựa vào phương châm "Tốc chiến, tốc quyết", đánh nhanh, rút lui nhanh và tận dụng yếu tố bất ngờ. Mã chiến thì có thể phát huy thế mạnh ở đồng bằng, đường giao thông thuận lợi, nhiều ngả đi nhiều ngõ đến, và rất kỵ chốn nê địa, tức địa hình khó khăn, hiểm trở, nhiều đầm lầy. Về loài ngựa thì sự tồn tại của nó có lẽ quyết định cho sự phát triển của cả một đế chế, thậm chí là thay đổi lại toàn bộ lịch sử thế giới chẳng hạn như lực lượng kỵ binh du mục mà tiêu biểu là kỵ binh Mông Cổ.

## Tổng quan

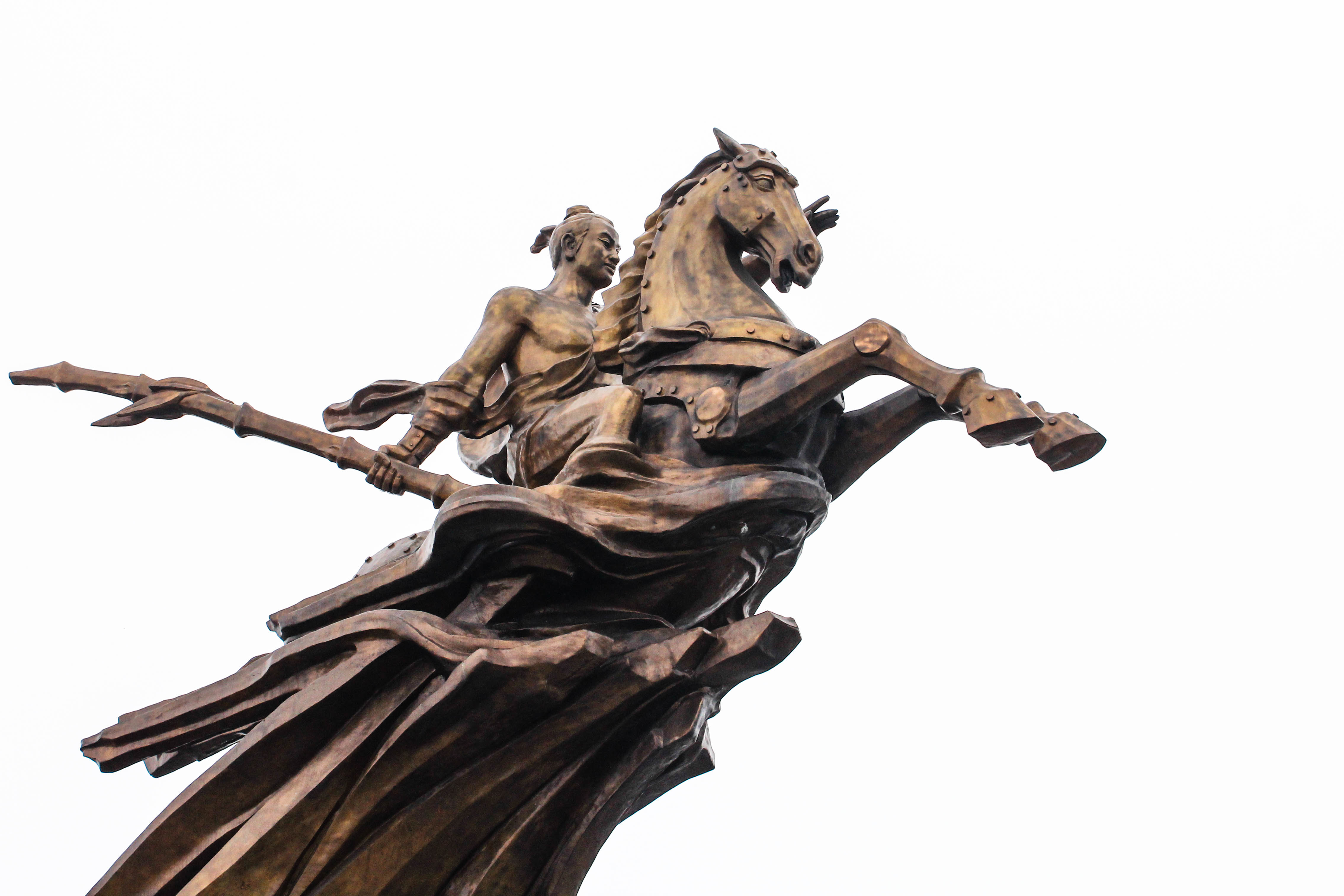
Tượng đài Phù Đổng Thiên Vương của Việt Nam đang cưỡi ngựa sắt

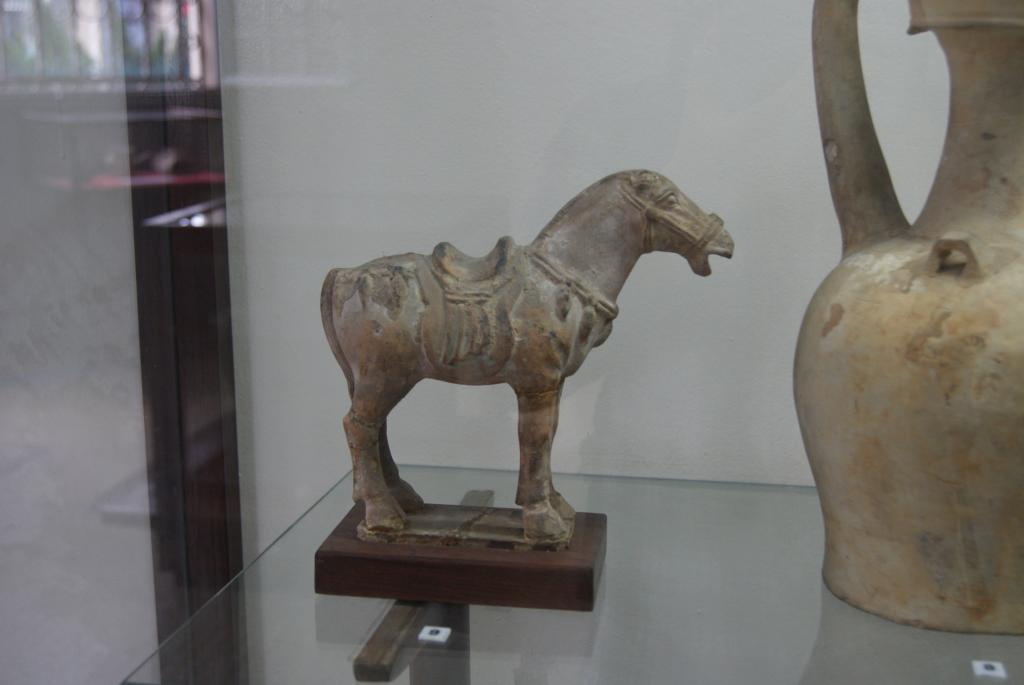
Tượng ngựa chiến Việt Nam thế kỷ thứ X

Tổ tiên ngựa có mặt ngay từ khi động vật có vú xuất hiện trên Trái đất, với tên khoa học là Hyracotherium. Ngựa (Equus Caballus) là một phân loài động vật thuộc bộ guốc lẻ, một trong 8 phân loài còn sinh tồn cho tới ngày nay của họ Equidae. Ngựa đã trải qua quá trình tiến hóa từ 45 đến 55 triệu năm để từ một dạng sinh vật nhỏ như một con cáo với chân nhiều ngón trở thành dạng động vật lớn với chân một ngón và nặng cả tấn. Ngựa được thuần dưỡng đầu tiên ở vùng Trung Á, rồi đến Trung Quốc và một số nước khác ở Viễn Đông. Vào khoảng 2000 năm trước Công nguyên (TCN), ngựa được dùng trong chiến trận, để đi săn và lấy sức kéo. Ngựa thông minh, có khả năng nhớ chủ cũ và nhớ đường rất tốt.
Ở phương Đông, khoảng 2000 năm TCN, ngựa đã được dùng để kéo chiến xa. Vào khoảng 1000 năm TCN, được dùng sử dụng trong các trận chiến. Các hiệp sĩ Châu Âu rất ưa chiến đấu trên lưng ngựa đực, còn các kị binh Ả Rập lại thích dùng ngựa cái vì ngựa cái phi êm, không hay đòi ăn, thuận lợi cho phục kích kẻ địch vì chúng không hay hí. Khi phi nước kiệu, kiểu chạy nhanh nhất, ngựa có thể đạt tốc độ 60 km/h trong cự ly 150m. Không chỉ sử dụng trong di chuyển, chiến trận, nhiều nước ở Châu Âu còn thuần hóa ngựa để chở hàng và cày cấy. Cho đến bây giờ các nhà khảo cổ vẫn chưa hoàn toàn đồng ý con ngựa được nuôi từ thời nào tại Trung Hoa.
Nhiều sử gia cho rằng loài ngựa chỉ được nuôi làm gia súc chừng 5000 năm trước, sau các con vật như chó, dê, cừu, lừa, bò và những dân tộc ở Trung Á, Ba Tư, Afghanistan là những người du mục đầu tiên biết cách nuôi và huấn luyện chúng. những con ngựa tốt được lai giống đầu tiên là ở Tây Á, tại những quốc gia ngày nay dưới tên Kazakhstan, Turmenistan, Uzbekistan, Tadzhikistan, Kirghizistan gọi chung là Turan. Trên vùng núi Altai người ta đã tìm thấy sáu mươi chín bộ xương ngựa còn nguyên vẹn và mười tám bộ xương khác không đầy đủ được xác định vào khoảng thế kỷ thứ 5 TCN bị đông cứng trong nước đá, gồm hai loại chính: loại nhỏ cao chừng 122 cm, hơi nhỏ hơn loại ngựa hoang, loại lớn cao chừng 143 cm, cao hơn một con ngựa Ả Rập hiện thời. những con ngựa này đã được tuyển chọn và lai giống kỹ càng.

## Kỹ thuật
Ở phương Đông, người Trung Quốc đã được coi như đã đóng góp nhiều phát minh quan trọng của kỵ thuật gồm cách thắng ngựa hữu hiệu bằng ức (breast-strap harnessing system), bàn đạp chân (stirrup) và vòng cổ (collar), trên thực tế những thay đổi đó đã làm cho kỹ thuật chiến tranh đi vào một giai đoạn mới, có ảnh hưởng rất lớn đến vận mệnh lịch sử của thế giới. Việc phát minh ra cách thắng ngựa bằng vòng ức (breast-strap harnessing system), hay bàn đạp chân cũng quan trọng không kém gì việc làm được giấy và tìm ra thuốc súng. Bàn đạp hai bên xuất hiện vào khoảng thế kỷ thứ tư sau CN và từ đó lan rộng ra nhiều nơi khác kể cả các nước ngoài như Đại Hàn, Nhật Bản và Việt Nam.
Người Mông Cổ rất thành thạo trong nghệ thuật bao vây và thường sử dụng cung tên khi đang trên lưng ngựa. Việc vừa phi ngựa với tốc độ cao vừa bắn tên hay xoay người bắn ngược chính xác vào kẻ thù đang truy đuổi là việc bất kì kỵ binh Mông Cổ nào cũng có thể làm được. Họ giống những con sói hoang trên chiến trường, sinh ra trên lưng ngựa và sinh ra là để giết chóc, tàn phá. Các hiệp sĩ khắp một dải Châu Âu, những kỵ binh Muslim của các vương quốc hồi giáo, chiến binh Slavic của Nga, binh lính đông đảo của Trung Quốc không nơi nào chống đỡ được vó ngựa của dân Mông Cổ từ đó kỵ binh Mông Cổ là lực lượng kỵ binh thành công nhất trong lịch sử nhân loại.

## Chiến thuật
Chiến thuật sử dụng ngựa ở phương Đông khá đa dạng và phong phú trong đó những đóng góp tiêu biểu là sử dụng chiến thuật xe ngựa, sử dụng thế trận kỵ binh, chiến thuật kỵ xạ và liên hoàn giáp mã, đây là những chiến thuật tạo sức đột phá mạnh mẽ trên chiến trường thời cổ.

### Chiến xa

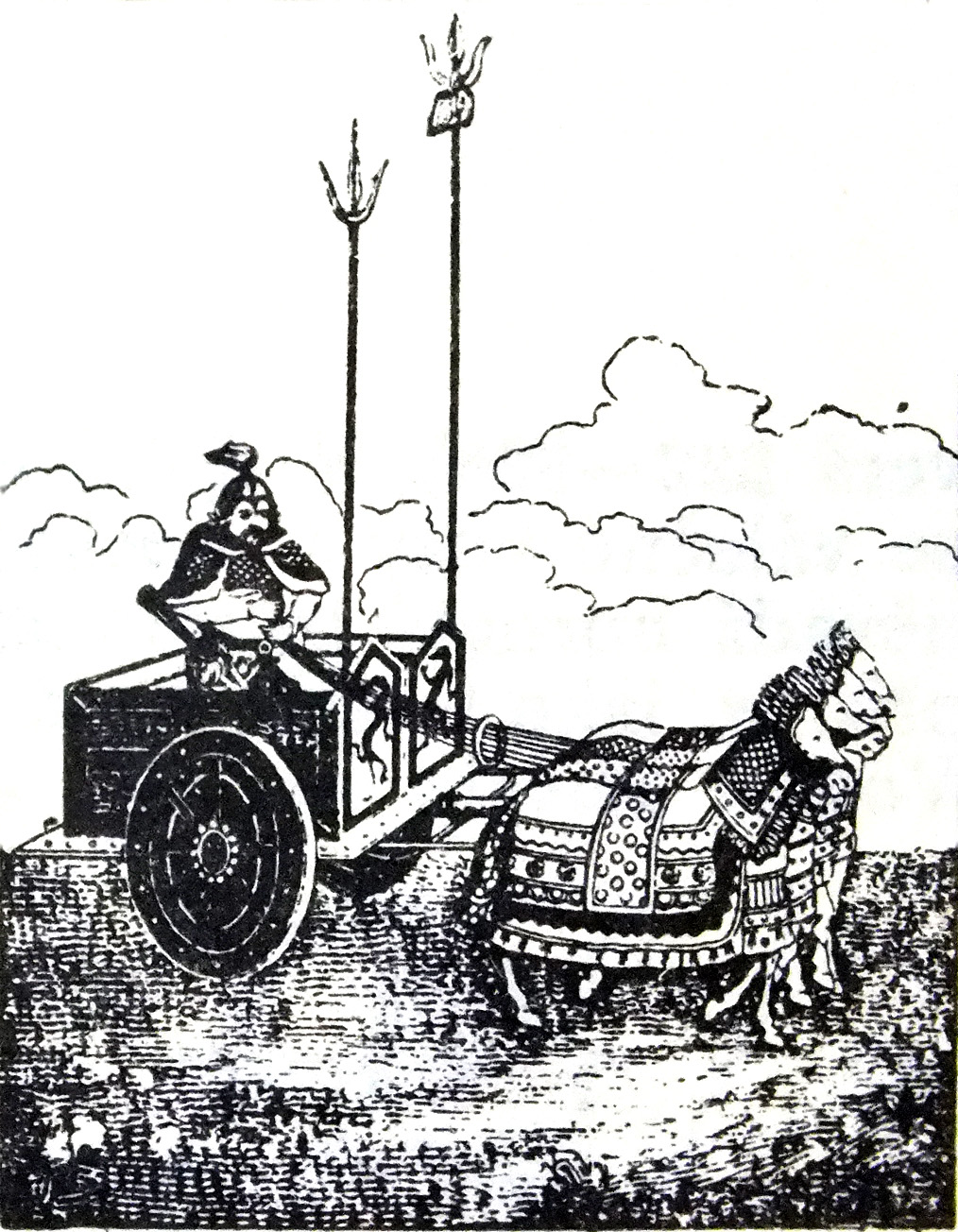
Tranh vẽ chiến xa đang chở một viên tướng Trung Quốc

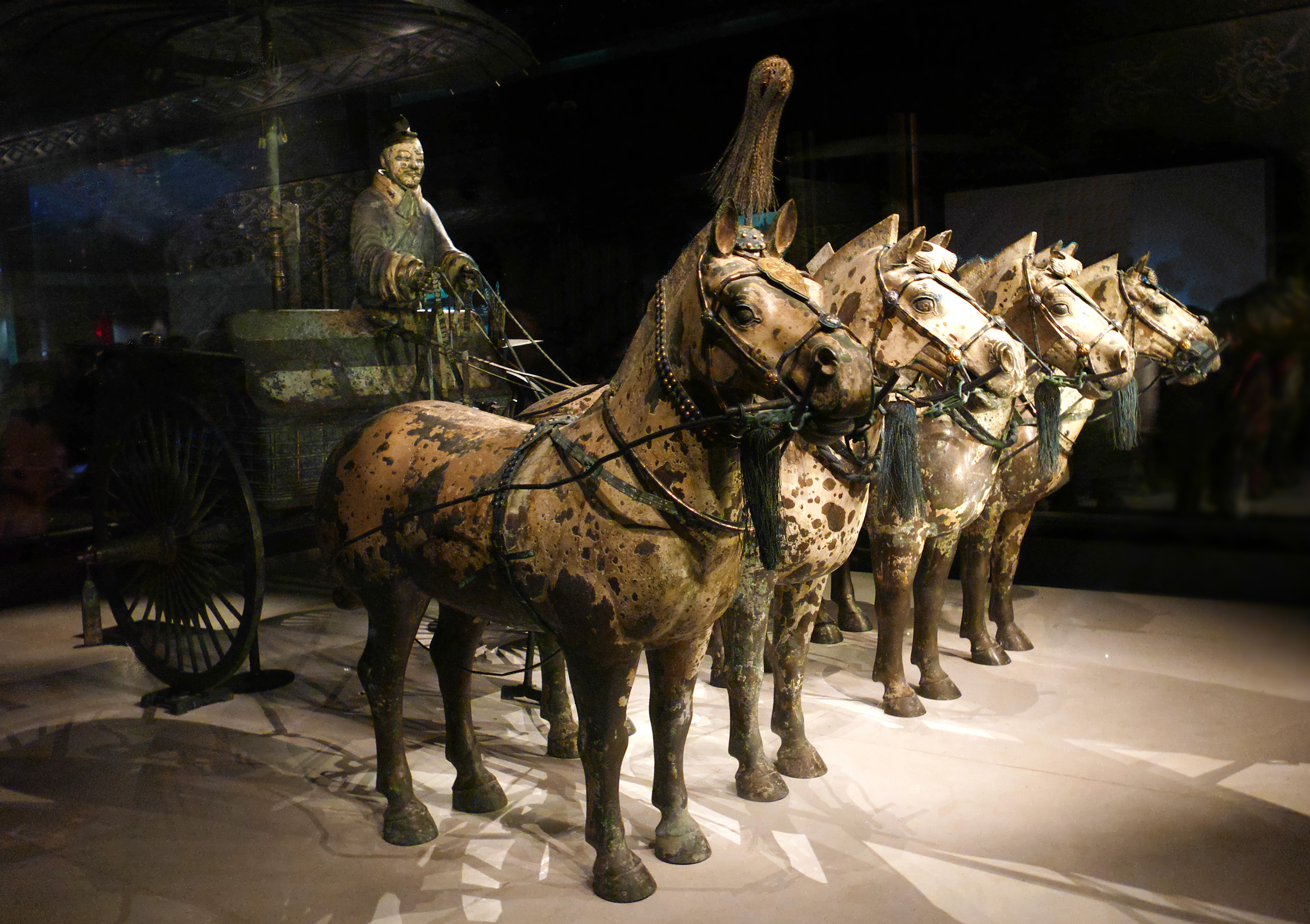
Tượng về chiến xa đời nhà Tần (Tần Thủy Hoàng)

Ở Trung Hoa lúc đầu người ta chỉ dùng ngựa để kéo xe và có lẽ những chiếc xe ngựa đầu tiên cũng từ những người du mục ở quan ngoại đem vào mà những dân tộc này rất có thể cũng bắt chước những giống dân từ Trung Á hay Bắc Phi. Cỗ xe ngựa đầu tiên người ta đào thấy thuộc về đời Thương (khoảng 1600 – 1100 trước CN). Nhưng có thể xe ngựa có từ vài trăm năm trước đó mặc dù không còn di tích gì. Cỗ xe này tương tự như những cỗ xe tìm thấy ở Hắc Hải (biển Đen) và Lý Hải (biển Caspian), và ngoài ra cũng tìm thấy nhiều khí giới ở chung quanh khiến người ta cho rằng xe này là một loại chiến xa chứ không phải dùng để chuyên chở không.
Những con ngựa thời cổ Trung Hoa cao chừng 133 đến 143 cm, đầu to, xương thô giống như giống ngựa hoang ở Trung Á ngày nay. Thời đó người ta thắng ngựa dọc theo một cái càng ở giữa và dùng một loại ách (yoke) để kềm ngựa lại vì họ chưa biết cách buộc ngựa bằng cổ và đai (throat-and-girth type harness). Cũng có người cho rằng chiến xa được du nhập khi người Trung Hoa giao chiến với các bộ lạc ở miền Bắc.
Muốn sử dụng ngựa trong trận mạc, nhất là kéo các chiến xa thì trước hết người ta phải thủ đắc được thuật huấn luyện ngựa, biết cách nuôi và trị bệnh cho những con vật, biết cách điều khiển và thắng cương, chế tạo bánh xe. Những kỹ thuật đó đòi hỏi một thời gian dài trước khi có thể sử dụng chiến xa. Cũng có thể có những trao đổi kỹ thuật vì ngay từ thời cổ, giới quý tộc các nước vẫn thường kết hôn như một hình thức hòa hiếu và việc trao đổi dụng cụ, tặng phẩm hay kỹ thuật có thể kèm theo.
Chiến xa thường thường dùng hai hay bốn ngựa, điều khiển đã cồng kềnh lại bất tiện vì chỉ có thể sử dụng tại những vùng bình nguyên rộng rãi, khô ráo và bằng phẳng chứ không thể dùng tại những vùng núi đồi hay ẩm thấp. Chiến xa lại dễ bị lộ, dễ bị tấn công và phá hủy, chưa kể người ngồi trên xe có khi mất mạng vì chính phương tiện của mình một khi bị địch quân phát hiện. Do đó về phương diện chiến đấu thực sự, chiến xa không phải là một phát minh vĩ đại như chúng ta thấy trong các phim ảnh mà có thể nói chỉ là đồ trang sức để tăng thêm uy nghi cho tướng lãnh.
Ngay từ thời Chiến Quốc, người Trung Hoa đã dùng đến kỵ binh và nhiều chư hầu đã học hỏi phương pháp chiến đấu của người Hung Nô. Một trong những điểm nổi bật của thời kỳ này là khi nhà Chu lật đổ nhà Thương, họ đã dùng chiến xa như một vũ khí chiến lược và nhờ đó họ có ưu thắng về quân sự. Chiến xa không những nhanh hơn mà còn có thể sử dụng trong việc chuyển quân, chuyển lương thực vũ khí. Chính vì thế họ đã sử dụng nhiều chiến lược chiến thuật mới và đã đánh bại được đối phương mặc dầu lực lượng ít hơn.
Vì sử dụng chiến xa mà thanh kiếm đã được cải thiện và loại hai lưỡi (double-edged) đã được thay thế bằng những loại chủy thủ ngắn hơn, tương tự như dao găm, và dùng dáo dài là vũ khí chính yếu. Mặc dù ngay trong Tôn Tử binh pháp đã có nhắc đến việc sử dụng chiến xa nhưng phải đến Tôn Tẫn binh pháp đã nhắc đến một cách khá chi tiết (chương 7, 18) và nhấn mạnh vào sự quan trọng của nó đối với vấn đề quân sự. Chiến xa trở thành lỗi thời trong thời kỳ Chiến Quốc, lý do chính là sự phát minh ra nỏ và sự ra đời của kỵ binh bắn tên, những thứ có hiệu quả hơn. Ngay từ thời Chiến Quốc, kỵ binh đã được sử dụng như một vũ khí chiến lược vì có nhiều ưu điểm “kỵ binh có thể tản ra rồi hợp lại, phân tán rồi tập trung. Kỵ binh cũng có thể gom lại một điểm hẹn trước cách xa hàng trăm, có khi hàng nghìn dặm”.

### Khinh kỵ

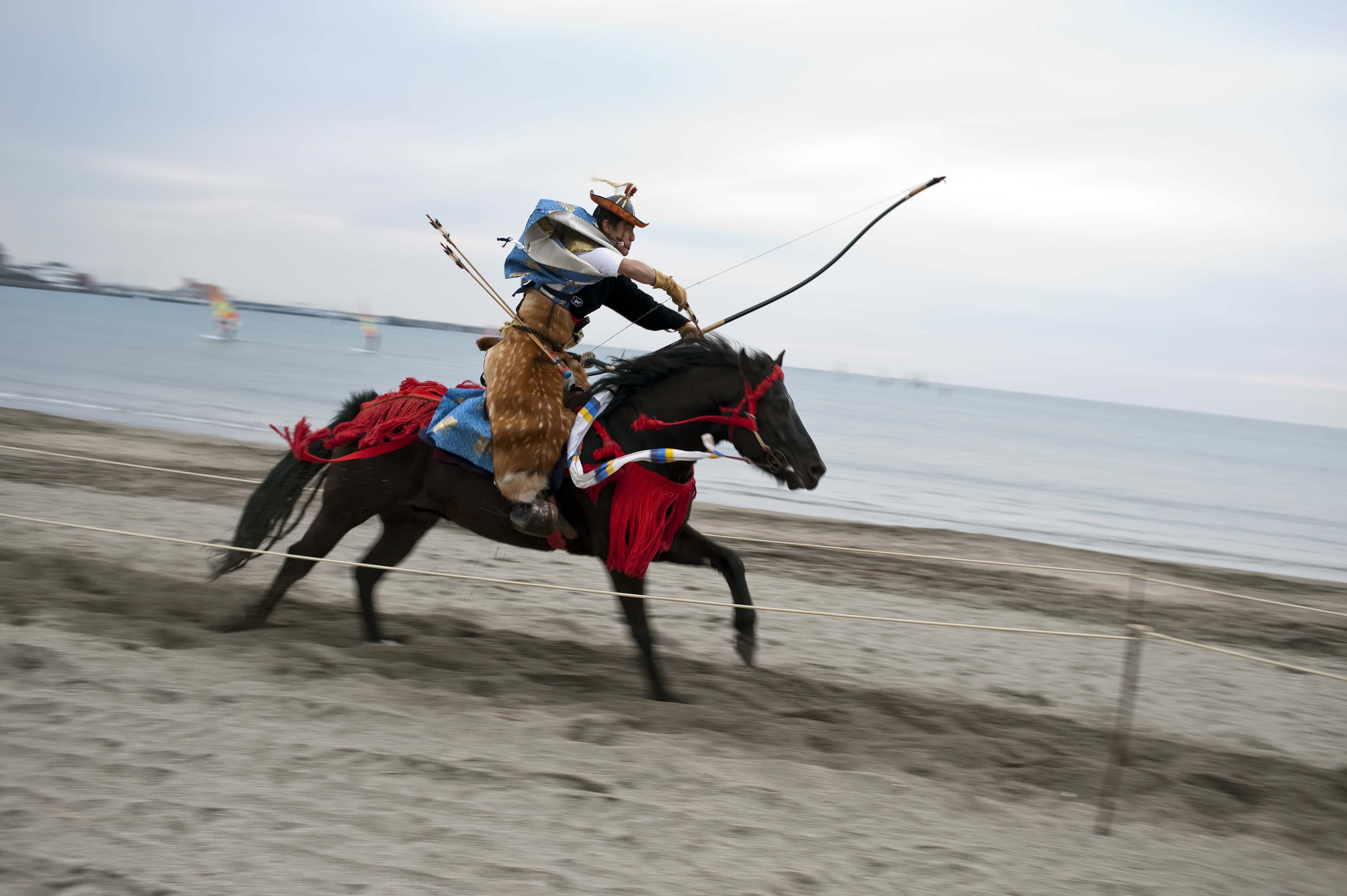
Một khinh kỵ của Nhật Bản

Khinh kỵ binh hay khinh kỵ là đội quân cưỡi ngựa nhỏ, chạy nhanh và dẻo dai. Kỵ sĩ được trang bị nhẹ với vũ khí chủ yếu là kiếm, gươm, khiên, vũ khí cận chiến và cả cung tên. Khinh kỵ đặc biệt thích hợp cho những chiến thuật mang tính lưu động, đánh chặn sườn, quấy rối, đánh úp, do thám, truy đuổi và rút lui trong khoảng khắc đây là một chiến thuật khác xa với các đội kỵ binh hiệp sĩ nặng nề của châu Âu cùng thời. Quân đội Mông Cổ là một ví dụ điển hình cho lối đánh của khinh kỵ (mặc dù họ cũng có rất nhiều trọng kỵ).
Khi người du mục ở Trung Á biết kết hợp sức mạnh và lợi điểm của cây cung liên hợp (composite bow) với sức di động (mobility) của giống ngựa vùng mạc bắc, họ mới tạo thành được sức mạnh khủng khiếp để trở thành một đế quốc hùng mạnh vào thế kỷ 13, 14. Cho tới thế kỷ thứ 12, những bộ tộc du mục ở vùng Trung Á vẫn sống rời rạc. Chỉ đến khi Thiết Mộc Chân tức Thành Cát Tư Hãn kết tập họ lại dưới quyền chỉ huy duy nhất của ông vào đầu thế kỷ 13 thì người Mông Cổ mới trở thành một lực lượng quân sự khủng khiếp mà cái ưu điểm chính của họ là con ngựa và thuật kỵ mã.
Sử sách ghi lại rằng: “trăm quân kỵ tản ra có thể vây bọc vạn người, nghìn quân kỵ tản ra có thể dài đến trăm dặm. Khi thắng quân đến nhanh như từ trên trời rơi xuống, khi thua quân rút nhanh như chớp vậy". Sự linh hoạt đến đáng sợ của khinh kỵ Mông Cổ kết hợp với việc họ có thế hồi mã cung ưa thích của kỵ binh Mông Cổ. Trong trận chiến ở Wahlstadt quân Mông Cổ đã làm cho người Châu Âu bối rối vì kẻ địch bỗng nhiên xuất hiện ở khắp nơi và chẳng có đội hình nào cụ thể. Họ di chuyển lung tung không có kèn trận hay reo hò như các trận chiến ở Châu Âu mà các mệnh lệnh được truyền đạt bằng quân kì. Thậm chí ngay cả khi trận chiến đã bắt đầu người Châu Âu cũng không thể nắm rõ quân số chính xác của đội quân Mông Cổ mình đang đối đầu.

### Kỵ xạ

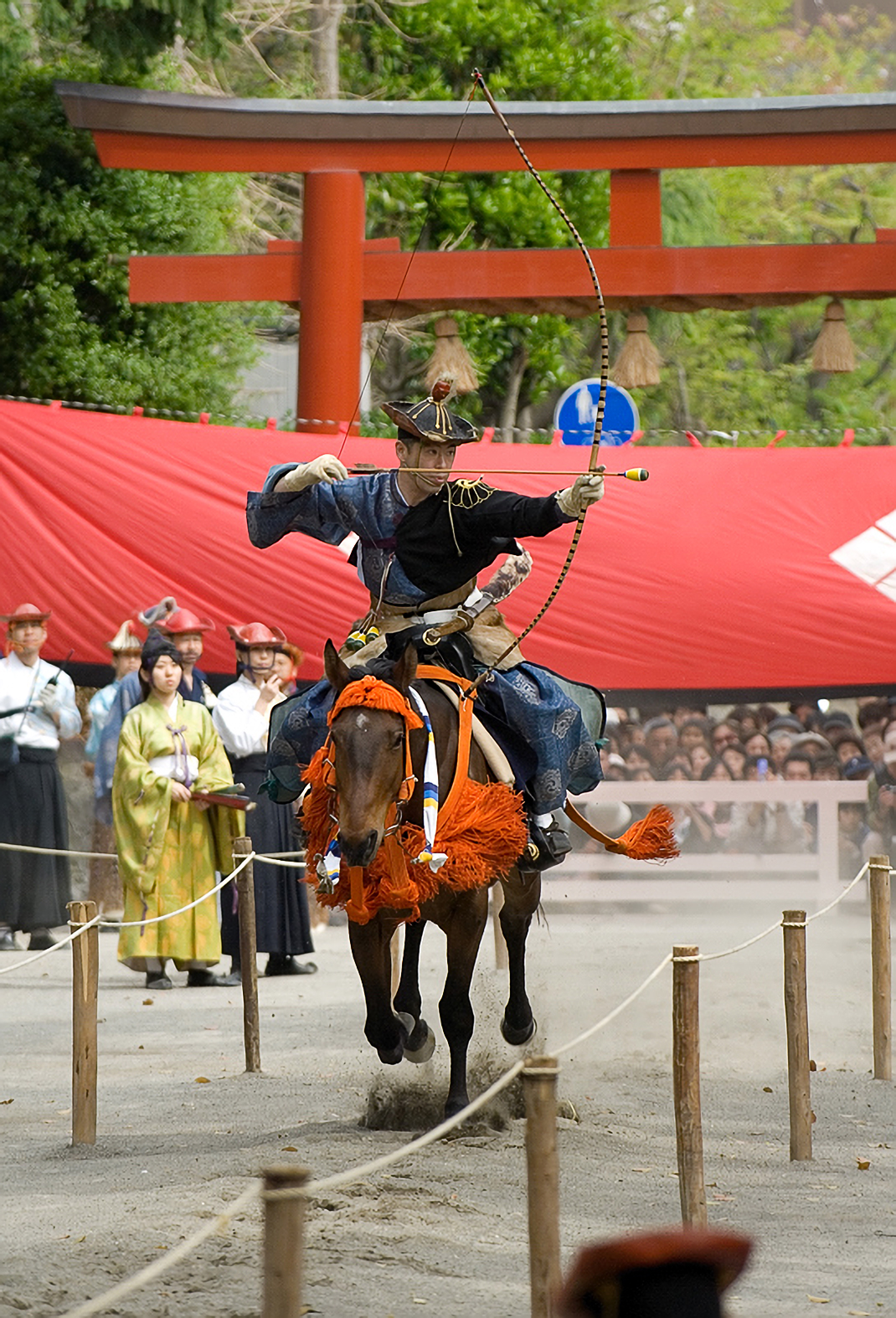
Một kỵ xạ Nhật Bản

Kỵ xạ hay cưỡi ngựa bắn cung là một chiến thuật đặc trưng về cách đánh ngựa trong những cuộc chiến tranh ở vùng Đông Á, theo đó người chiến binh vừa cưỡi ngựa vừa bắn tên một cách chính xác. Đây là kỹ thuật khó, chỉ những võ tướng thiện nghệ hoặc một những người lính tinh nhuệ trong một đoàn quân mới thực hiện được. Tuy nhiên, chiến thuật này lại phổ biến ở những chiến binh du mục phương Bắc, đặc biệt là những chiến binh Hung Nô, Khiết Đan, Nữ Chân, Mãn Châu và Mông Cổ. Đối với quân Mông Cổ, sức mạnh của lực lượng kỵ binh với khả năng bắn cung "bách phát bách trúng" là yếu tố nổi bật nhất. Người Mông Cổ phụ thuộc chủ yếu vào cung, và không thích cận chiến trên lưng ngựa.
Xuất phát từ nguồn gốc sống du mục trên các thảo nguyên nên người Mông Cổ có tài phi ngựa và bắn cung điêu luyện vô địch. Họ có thể bắn tên cực kì chính xác khi phóng ngựa nhanh và thậm chí có thể xoay người bắn ngược chính xác vào kẻ truy đuổi, đòn "hồi mã cung" được coi là đặc sản của đội quân Mông Cổ. Thông thường các binh sĩ phải tập luyện khả năng bắn cung khi phi ngựa nước đại với tốc độ khoảng 6 mũi trong vòng 1 phút. Sau này, người Mông Cổ cũng có bại trận dưới tay kỵ binh Mamluk. Người Mông Cổ cưỡi ngựa bắn tên xa cực tốt, quân Mamluk bắn tên không xa bằng nhưng họ bắn cực nhanh, một chiến binh Mamluk có thể bắn 3 mũi tên trong 1 giây rưỡi. Cả hai bên đều sống trên lưng ngựa từ bé. Khi còn là một đứa trẻ, các chiến binh đã học cách cưỡi ngựa và chiến đấu/bắn cung trên lưng ngựa.

### Giáp mã
Liên hoàn giáp mã là thế trận quan trọng trong chiến tranh ở vùng Đông Á thời kỳ cổ xưa. Trong phép dùng mã chiến có phép: "liên hoàn giáp mã", theo phép đánh này thì người ta cho ngựa mang giáp sắt phủ kín hết thân mình, chỉ hở có đôi mắt, và cứ từ 5 đến 10 giáp mã thì sắp thành một hàng chữ "Nhất" (-). Trước ức ngựa có dắn một đòn cản đính con dao nhọn hoắt. Trân lưng mỗi con ngựa có một chiến binh mặc áo giáp, cầm dao hoặc cầm thương, mang cung tên, khi xông trận thì cho ngựa xông vào quân địch khiến cho đối phương hoảng loạn, tan rã hàng ngũ, thế rồi dùng dao thương, cung tên tiêu diệt.
Phép "liên hoàn giáp mã" chủ yếu uy hiếp tinh thần địch, đánh chọc thủng phòng tuyến quân thù và càn quét đối phương, công dụng như thiết giáp xa thời nay. Tuy nhiên phép "liên hoàn giáp mã" cũng có chỗ yếu của nó, là sự xoay chuyển khó khăn, di động chậm chạp. Để phá pháp "liên hoàn giáp mã" phải dùng câu liêm thương phối hợp với pháo lớn làm cho ngựa phải kinh hoàng phóng chạy, khi ấy chỉ dùng cân liêm thương móc vào chân ngựa. Cũng có thể dùng phép "lăn khiên" mà lăn tròn dưới mặt đất rồi dùng mã tấu chặt đứt chân ngựa.

## Trung Quốc

### Tổng quan

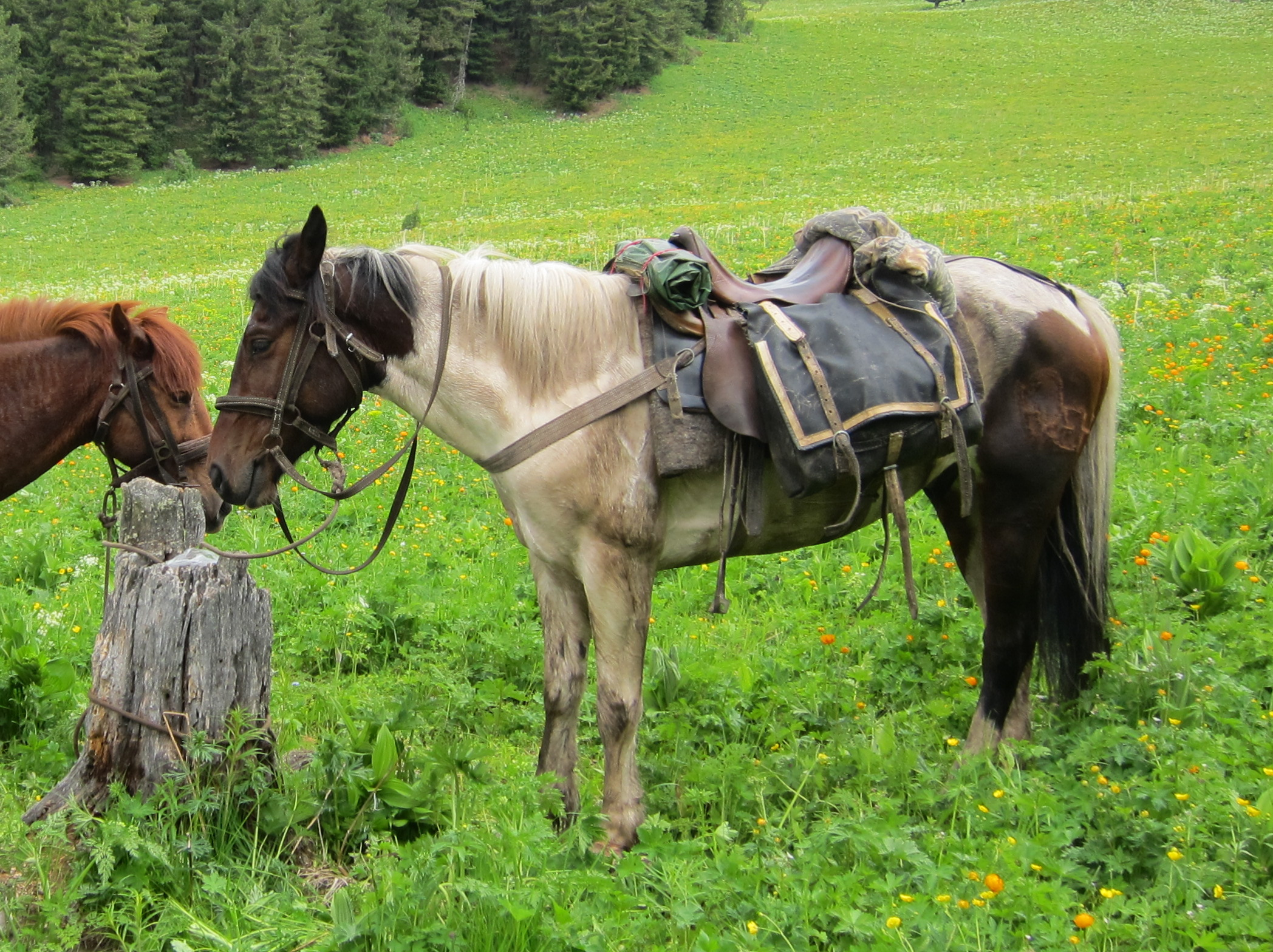
Một con ngựa của Trung Quốc thuộc giống ngựa của vùng Altai

Ở Trung Quốc, khoảng 2.000 năm trước Công nguyên, ngựa được dùng để kéo chiến xã và khoảng 1.000 năm sau đó, con ngựa được dùng làm ngựa chiến và kỵ binh là đơn vị chủ lực trong quân đội của các triều đại phong kiến. Ngựa tham dự chiến trận suốt chiều dài lịch sử Trung Quốc. Ở Trung Quốc cũng như các nước phương Đông, hình ảnh "da ngựa bọc thây" xuất phát từ câu nói của Phục Ba Tướng quân Mã Viện đã nói lên hình ảnh bi hùng ở nơi chiến địa, người và ngựa đã thường vào sinh ra tử. Nhiều con tuấn mã đã cùng với chủ tướng lập nên nhiều chiến công hiển hách, lưu danh trong sử sách. Sự đóng góp của Trung Hoa vào việc thuần hóa và sử dụng ngựa là rất lớn.
Người ta phỏng chừng người Trung Hoa biết cưỡi ngựa vào khoảng thế kỷ thứ bảy trước CN và tới đời Hán, kỵ binh đã trở thành một trong những sức mạnh chính của quân đội. Sự tương đồng về hình dáng của yên cương tìm thấy tại Siberia ở thế kỷ thứ 5 trước CN với những hình ngựa đào được trong mộ của Tần Thủy Hoàng cho ta biết rằng người Trung Hoa đã vay mượn từ miền bắc. Tuy nhiên người Trung Hoa là giống dân nông nghiệp sống định cư, không chuyên về cưỡi ngựa. Ngựa cũng không phải là gia súc thường thấy tại nông thôn mà người dân thường nuôi trâu bò để canh tác chứ không dùng ngựa. Một điểm quan trọng nữa là ngựa không dễ nuôi như trâu bò và tốn phí hơn. Chính vì thế nhiều thời đại triều đình Trung Hoa không đủ ngựa cho kỵ binh. Trong khi đó những dân tộc du mục ở vùng thảo nguyên biết cưỡi ngựa từ khi còn tấm bé.
Với lối phục sức diêm dúa, quần chùng áo dài của người Trung Quốc ở thời Đường, thời Tống đó không phải là những y phục thuận tiện cho việc cưỡi ngựa. Về binh pháp, cách dùng binh bao giờ cũng phản ảnh sự tiến triển của võ khí, điều kiện kinh tế và quyền lực chính trị của thời đại. Thời xưa, khi thần quyền còn mạnh, binh bị tập trung vào khả năng của giới vương hầu còn thường dân chỉ là những nô lệ. Lịch sử nước Trung Quốc, trong chính sử cũng như trong tiểu thuyết đã nhắc nhở đến tên nhiều con ngựa nổi tiếng chẳng hạn con Xích Thố của Quan Vũ trong Tam Quốc Chí, con Ô Truy của Hạng Vũ trong Tây Hán Chí, hay con Hoàng Phiêu của Tần Quỳnh trong Thuyết Đường. Trên thực tế những con bảo mã đó không phải là yếu tố quyết định thành bại của chủ tướng mà vai trò của loài ngựa như một phương tiện di chuyển hay dụng cụ chiến tranh mới thực sự quan trọng. 

### Đời Hán

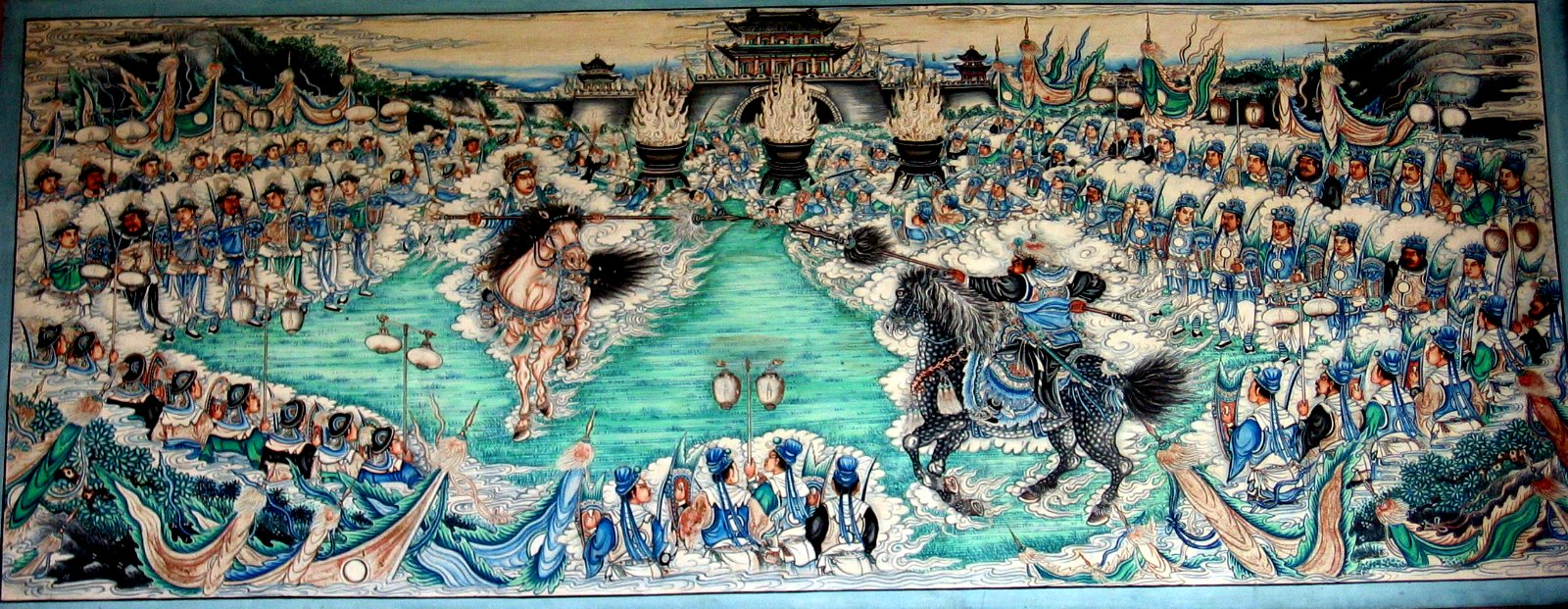
Tranh vẽ Mã Siêu (hậu duệ của Mã Viện) và Trương Phi đang giao phong tại Hà Manh Quan

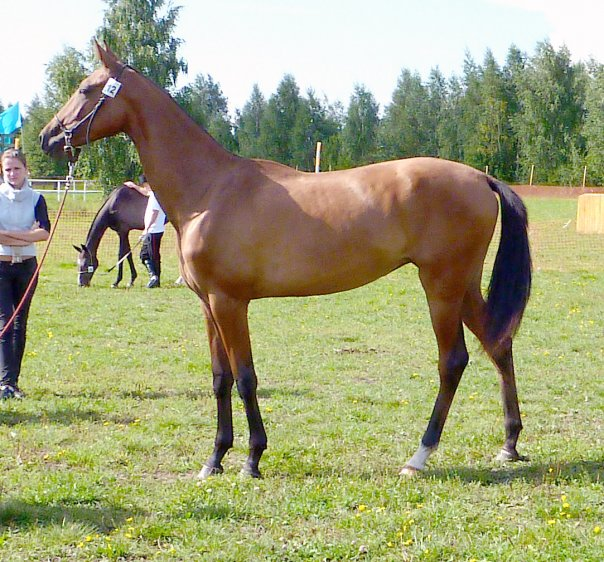
Một con ngựa Akhal Teke với dáng thanh thoát

Thời nhà Hán danh tướng Trung Hoa dưới cái tên Phục Ba tướng quân là Mã Viện cũng là một người rất sành sỏi về ngựa đã đưa ra một nhận định: “Ngựa là căn bản của binh bị, là nguồn lợi lớn của quốc gia”. Ông ta đã từng làm thái thú Lũng Tây, cầm binh đánh nhau với rợ Khương nên hiểu được vai trò của con ngựa trong chiến đấu và mối đe dọa to lớn của những bộ tộc du mục bên ngoài dãy Thiên Sơn. Cũng vì thế, những triều đại Trung Hoa bỏ rất nhiều tài nguyên và nhân lực xây Vạn Lý Trường Thành chỉ để ngăn ngừa vó ngựa Hung Nô.
Những tàu ngựa đầu tiên mà người Trung Hoa gây giống và nuôi được chính là từ giống ngựa hoang Mông Cổ, pha với những con ngựa mua từ Trung Đông. Ngay từ đời thượng cổ khi bị cái họa xâm lăng của người rợ Khuyển Nhung, người Tàu không những họ phải nghiên cứu và tập luyện cách cưỡi ngựa (trước kia họ chỉ biết dùng ngựa để kéo xe) trong chiến đấu mà còn phải tìm và học cách nuôi ngựa để có đủ sức chống lại quân địch. Cho nên trong nhiều triều đại bị cái nạn bắc xâm đe dọa nhưng lại chính từ ngoài quan ải và kẻ thù, người Trung Hoa học được của những bộ tộc du mục kỹ thuật chiến tranh, từ việc dùng ngựa để kéo xe, đến các vũ khí bằng kim loại, và rồi thuật kỵ mã.
Nhu cầu dùng kỵ binh đã khiến triều đình Trung Hoa phải mua rất nhiều ngựa từ nước ngoài vì luôn luôn phải đối phó với những giống rợ miền bắc mà ngựa bản địa của người Trung Quốc thì kém xa ngựa của kẻ thù. Vua Hán Võ Đế lại sai người đi tìm mua các giống thiên mã (heavenly horses) và năm 138 trước CN đã sai Trương Kiềm công du, đem về nhiều tin tức thu thập được trong chuyến viễn hành đặc biệt là về giống “hãn huyết mã” (blood-sweating horses) của vùng Ferghana ở Trung Á (nay thuộc về Uzbekistan, Tajikistan, và Kyrgyzstan). Giống ngựa này bị một loại ký sinh có tên là Parofiliaria multipupillosa khiến cho khi chạy nhanh mồ hôi toát ra có trộn lẫn máu. Theo mô tả, giống ngựa này chính là tổ tiên của giống Turanian và Akhal-Teke ngày nay.
So sánh với những giống ngựa mà Trung Hoa có thời kỳ đó, giống ngựa Đại Uyển (Ferghana) cao to hơn nhiều. Chính vì thế, một mặt Võ Đế muốn có những ngựa tốt dùng trong quân đội, mặt khác lại đi tìm thiên mã, thần mã mong được cưỡi lên núi Côn Lôn. Ông sai đại tướng Lý Quảng Lợi đem 6000 kỵ binh, 20,000 lính sang cướp ngựa. Tuy nhiên chiến dịch này không thành công và tướng sĩ nhà Hán chết gần hết. Ba năm sau, ông lại sai Lý Quảng Lợi đem 60,000 quân với 30,000 con ngựa, dẫn theo một đoàn gia súc 100,000 con để làm thực phẩm. Lần này họ Lý đem về được 50 con hãn huyết mã và khoảng 1000 con ngựa giống. Cũng trong chiến dịch đánh Ferghana, Trương Kiềm đã đi qua nước Ô Tôn (Wusun) là nơi cũng có nhiều ngựa tốt, lai giữa giống ngựa Ferghana với ngựa Mông Cổ. 

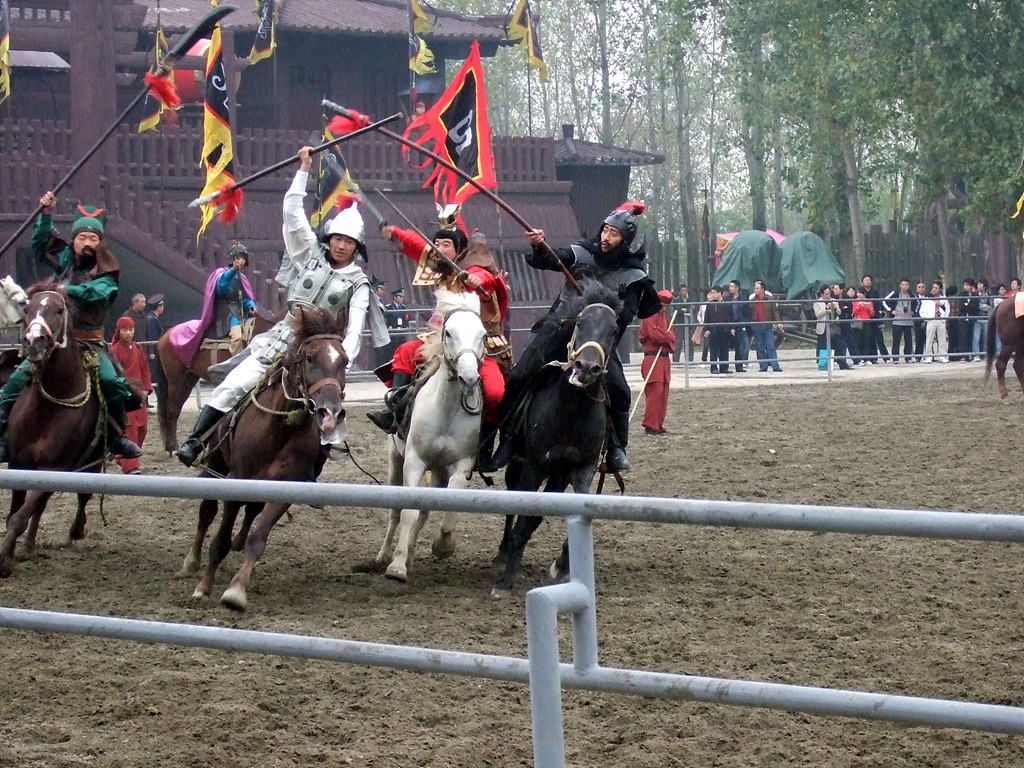
Tái hiện cảnh tam anh chiến Lữ Bố

Cuối thời Đông Hán và thời Tam Quốc, ngựa cũng được sử dụng rộng rãi trong chiến tranh và gắn liền với hình ảnh của các chiến tượng. Các đội kỵ binh Tây Lương do Mã Siêu chỉ huy đã gây khó khăn nhiều cho triều đình nhà Hán trong các trận chiến. Tào Tháo cũng tổ chức được đội kỵ binh mang tên Hổ Báo Kỵ hay còn gọi là Hổ kỵ là đội quân chủ lực của Tào Tháo. Sau đó trong các chiến dịch Bắc phạt của Thừa tướng Gia Cát Lượng nước Thục, ông đã sử dụng Trâu gỗ, ngựa máy để vận chuyển lương thảo trong lần tấn công thứ ba. Ngựa gỗ của Gia Cát Lượng là một thứ ngựa máy có thể thay thế ngựa thật để vận tải quân lương, sau đó Tư Mã Ý, tướng Ngụy, vì không sành máy móc nên đã bị mắc lừa, để cả đoàn xe lương thực cho quân Thục Hán do Vương Bình chỉ huy cướp mất.
Những con ngựa trong thời kỳ này có thể đề cập con ngựa Đích Lư cũng thuộc loại ngựa tốt. Nó mang Lưu Huyền Đức nhảy qua suối Đàn Khê thoát nạn. Trong thời kỳ này con ngựa nổi tiếng nhất là ngựa Xích Thố. Ngựa Xích Thố có sắc lông màu đỏ tượng trưng cho ngựa quý. Trong truyện Tam Quốc diễn nghĩa có con ngựa Xích Thố, ban đầu là của Đổng Trác sau đó Đổng Trác dùng Xích Thố để thu phục Lã Bố và cùng ông này lập nhiều công lao, sau Tào Tháo chiếm đoạt rồi đem biếu cho Quan Vũ, khi Vũ bị hại chết, nó cũng buồn rầu mà chết theo. Ngoài ra còn những con ngựa trứ danh khác như Dạ ngọc chiếu sư tử của Triệu Vân, Ô vân đạp tuyết của Trương Phi, ngựa Tuyệt Ảnh của Tào Tháo cũng là những con bảo mã.
Nhà Hán sụp đổ đưa đến việc người Tiên Ti xâm lăng, chiếm lấy miền bắc Trung Hoa. Người Tiên Ti cũng là một giống Hung Nô thuộc sắc tộc Đột Quyết (Turk), rất thiện thuật kỵ mã, đã xây dựng được một quốc gia hùng mạnh trên lưng ngựa. Khi nhà Đường (618–907) làm chủ nước Tàu, họ vốn là gốc dân Tây Vực có truyền thống cưỡi ngựa nên càng gia tăng việc chăn nuôi giống vật hùng tráng này. Nhiều luật lệ và quy tắc được đặt ra cho những mã phu trông coi các tàungựa của triều đình. Chính vì việc tìm kiếm ngựa giống tốt đã nảy sinh ra một trục lộ giao thương mà người ta thường gọi là Con Đường Lụa (Silk Road).

### Đời Đường

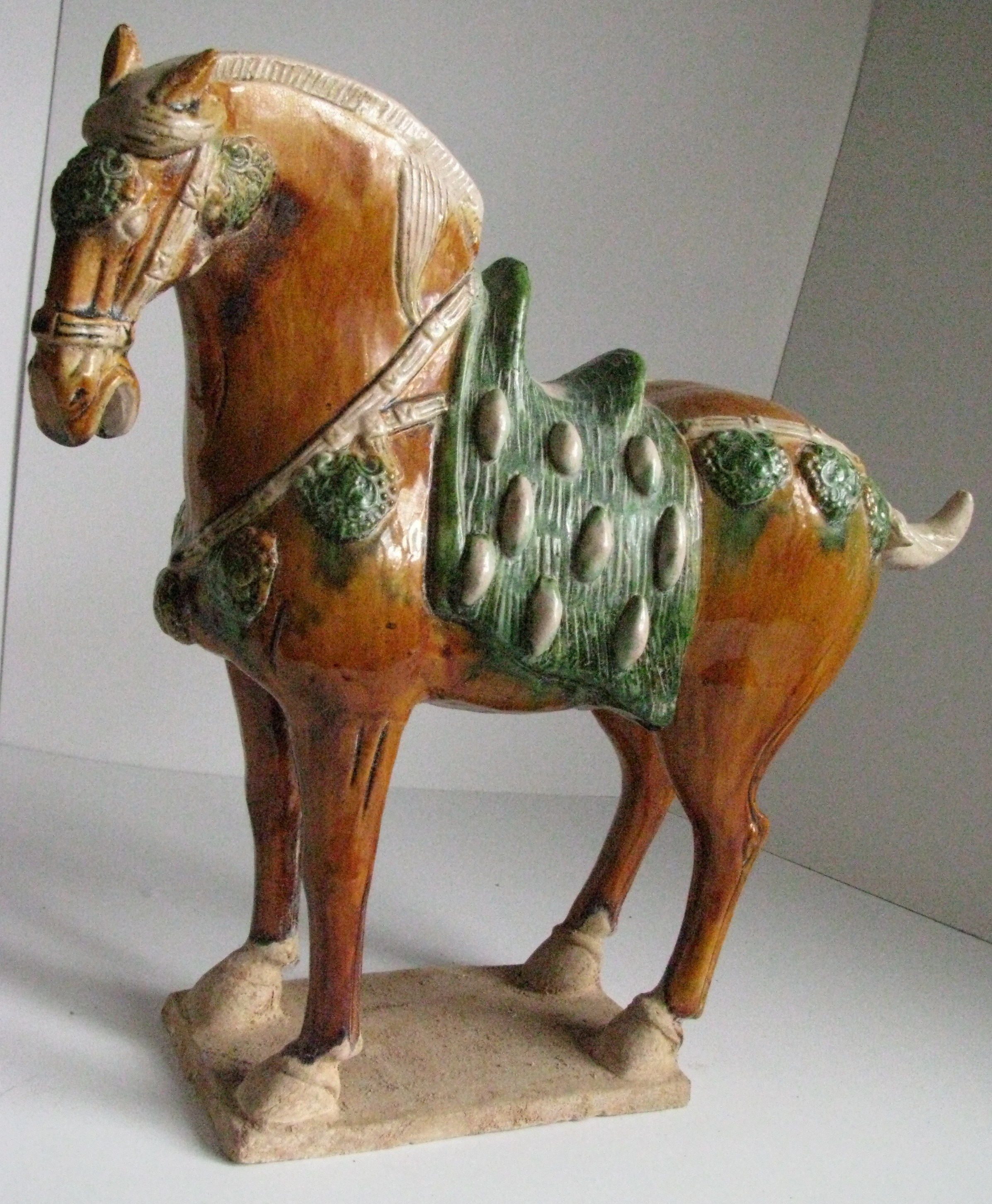
Tượng ngựa Đại uyển mã đời Đường

Họ Lý sáng lập nhà Đường vốn là một thế gia ở miền tây bắc có nhiều liên hệ hôn nhân và huyết thống với người Hồ nên quen thuộc với ngựa. Khi nhà Đường mới thành lập, họ chỉ có độ 5000 con ngựa. Thế nhưng chỉ 50 năm sau, triều đình đã có tới 706,000 con trong đó có khoảng 50,000 con do các nước Tây Vực tiến cống. Ngựa được chia thành đội, với tên khác nhau theo phẩm chất (phi mã, long mã, phong mã) và theo từng loại (chiến mã, ngự mã, dịch mã). Nếu mã phu làm mất hay làm chết ngựa sẽ bị tội nặng.
Cưỡi ngựa được coi là một thú tao nhã chỉ dành riêng cho giới quý tộc trong triều, các giới công thương bị cấm. Vào thời đó đàn bà tương đối tự do và bình đẳng với nam giới, cũng được cưỡi ngựa và tham dự những trò chơi. Trong triều còn có những đội huấn luyện ngựa làm trò cho vua quan coi (dancing horses), nhảy múa theo điệu nhạc. Có nhiều hình tượng ngựa đời Đường, và tranh vẽ ngựa, mã phu là một đề tài thông dụng. Giới quý tộc, nhất là đàn bà, thường hay chơi polo tức Mã Cầu một trò chơi nhập cảng từ Ba Tư trên lưng ngựa và nhiều di tích còn lại tới ngày nay. Những tác phẩm nghệ thuật đời Đường hiện nay còn có được cho ta thấy con ngựa là một trong những đề tài quan trọng, là nguồn cảm hứng cho thi nhân và họa sĩ, đồng thời cũng miêu tả khá nhiều những sinh hoạt của người Trung Hoa.
Ngựa đời Đường được trang sức bằng nhiều món khác nhau, đuôi ngựa được tết thành một cục nhỏ, bờm cũng được cắt xén thành nhiều kiểu. Cũng như nhiều bộ môn khác, kỵ thuật và phụ tùng đời Đường đã trở nên rất chi li phức tạp, viết thành sách vở. Ngoài ra trong triều đời Huyền Tông còn huấn luyện riêng 100 con ngựa tốt để làm trò. Năm 729, triều đình định ngày sinh nhật của Đường Minh Hoàng là ngày khánh nhật quốc gia gọi là Thiên Thu Tiết với các xảo thuật của đoàn ngựa tạo thi hứng cho nhiều danh sĩ còn truyền đến nay. Đoàn ngựa này nhiều người vẫn coi là cao điểm của văn minh đời Đường. 

### Đời Tống
Sang đời Tống lại xuống thấp về binh bị và quân sự, ngựa không còn được coi trọng như đời Đường. Binh lính nay trở thành một nghề, nghề thấp kém nhất trong xã hội. Nhà Tống lại chủ trương giao hiếu với các rợ phương bắc bằng đường lối mua chuộc, mỗi năm triều cống cho họ vàng bạc và tơ lụa để họ khỏi xâm chiếm. Riêng về binh bị, một trong những nguyên nhân suy yếu chính là vì họ không còn những đoàn ngựa chiến như đời Đường và cũng không còn tuyển được những đoàn quân chịu đánh thuê cho họ. Trong những trận giao tranh quân Tống đều thua, mỗi lần thua lại phải nhượng bộ về đất đai hay gia tăng cống phẩm. Vào thời kỳ này, người Trung Hoa thường dùng lụa và trà để đổi ngựa nhưng cũng không mấy khi được những giống tốt. 

### Đời Minh

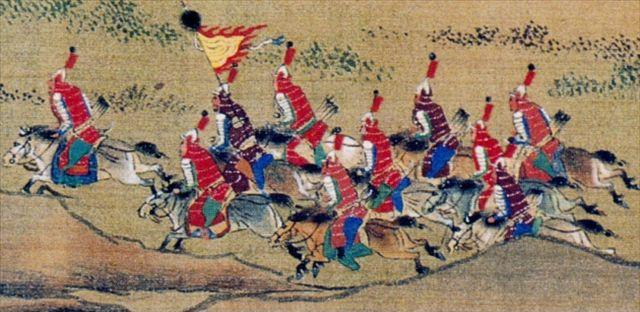
Kỵ binh nhà Minh (tranh vẽ)

Đến đời Minh, vai trò của con ngựa trong việc chuyên chở đã giảm vì thời đó thủy đạo tại Trung Hoa đã mở mang. Tuy vậy, triều đình mỗi năm phải nhập cảng khoảng 10,000 con ngựa giống từ bên ngoài và thường dùng trà để đổi lấy ngựa với các dân tộc miền Tây Vực. Trong khoảng 20 năm sau khi nhà Minh thành lập, họ đã có khoảng 1,600,000 con nhưng cũng chưa đủ dùng. Hỏa khí và thuốc nổ tuy cuối đời Minh đã được sử dụng trong quân đội như không hiệu quả lắm và không tiện dụng bằng cung nỏ khi ngồi trên lưng ngựa. 

### Đời Thanh

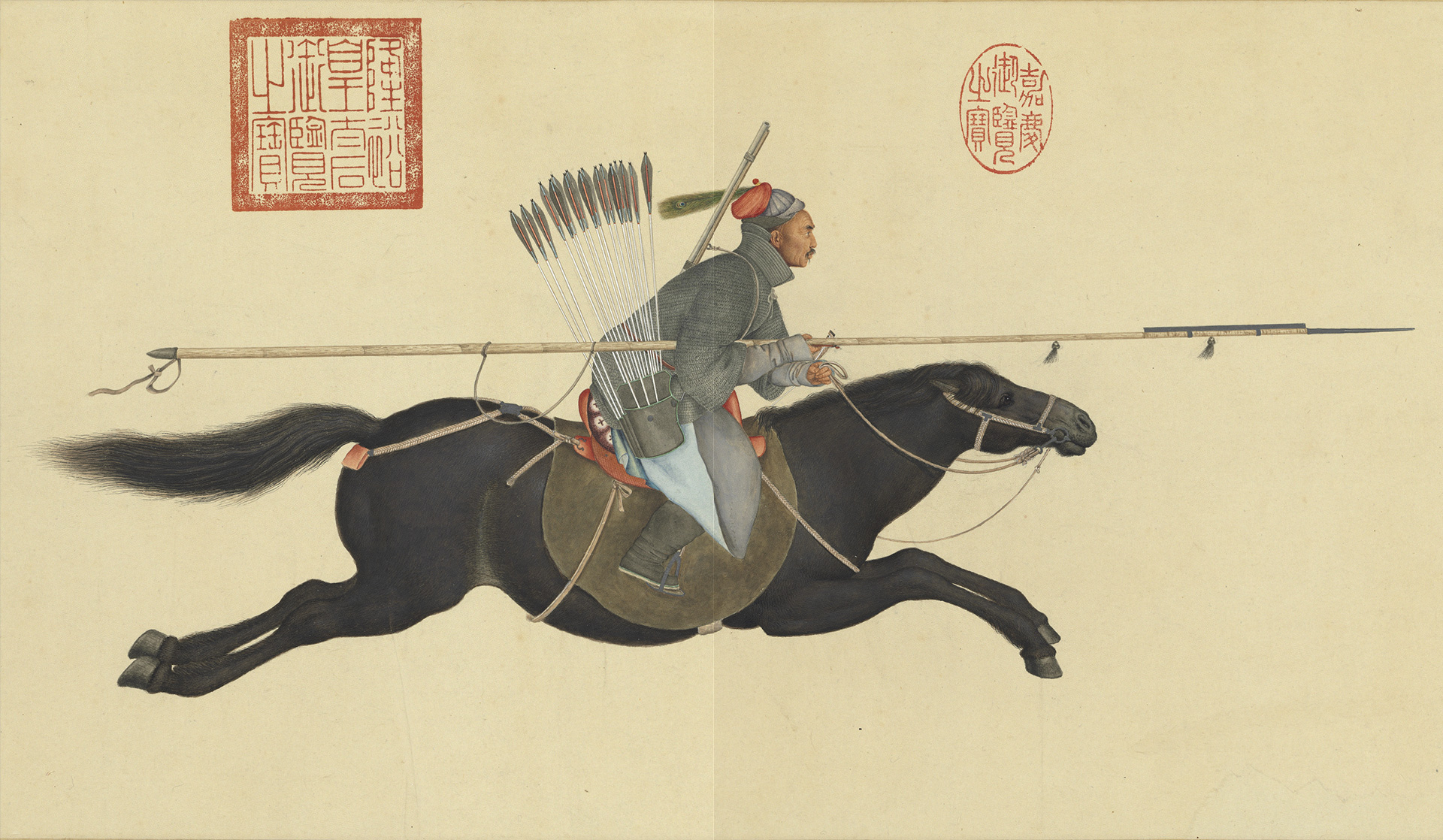
Kỵ binh đời nhà Thanh

Sang đời Thanh, người Trung Hoa lại bị cai trị bằng một dân tộc miền Bắc vốn dĩ quen thuộc với cưỡi ngựa bắn cung không khác gì người Mông Cổ. Người Mãn Châu (tức Nữ Chân) vốn không phải là dân du mục mà vốn sống bằng săn bắn, nông nghiệp, đánh cá nhưng sau đó bị người Khất Đan cai trị và đã học được thuật kỵ mã và thuật bắn cung.Khi họ chiếm được Trung Hoa, những vua đầu tiên đã nổi tiếng là minh quân và thành lập được một đế quốc hùng cường. Họ cũng duy trì được một lực lượng kỵ binh thiện chiến.
Những vua nhà Thanh cũng nhiều người có tài dùng binh, giỏi cưỡi ngựa, điển hình là vua Khang Hi (1661-1722), từng nhiều lần thân chinh đánh địch. Vua Càn Long là người rất thích tuấn mã nên các quốc gia Tây Vực thường chọn ngựa tốt đem tiến cống. Ngoài Giuseppe Castiglione (Lang Thế Ninh), một họa gia cũng thuộc dòng Jesuit là Jean-Denis Attiret đã để lại mười bức tranh vẽ mười con tuấn mã của vua Càn Long. Các vua nhà Thanh cũng hay tổ chức những buổi săn bắn để tập luyện cho binh sĩ, vừa cưỡi ngựa, vừa bắn cung. Chỉ đến thế kỷ thứ 19, khi các nước Âu Tây đã phát triển nhiều về các loại vũ khí mới, kỵ binh Trung Hoa mới không còn hữu hiệu.

## Mông Cổ
Vào thế kỷ 13 sau Công nguyên vó ngựa quân Mông Cổ tung hoành khắp nơi. Trong suốt thế kỷ thời gian đó, vó ngựa của quân xâm lược Mông Cổ đã tung hoành khắp nơi. Với sức mạnh quân xâm lược Mông Cổ đã bành trướng xuống phía Nam, ngựa Mông Cổ có thể nói là phương tiện duy nhất để di chuyển đại quân từ Á sang Âu. Vó ngựa Mông Cổ đi đến đâu thì cỏ không mọc được, đến đâu thì bình địa đến đó, máu chảy đầu rơi, xơ xác. Những trận chiến của họ chủ yếu là để cướp bóc và đốt phá một cách tàn bạo, rất ít có sự chống trả hay kháng cự hiệu quả.

### Ngựa chiến

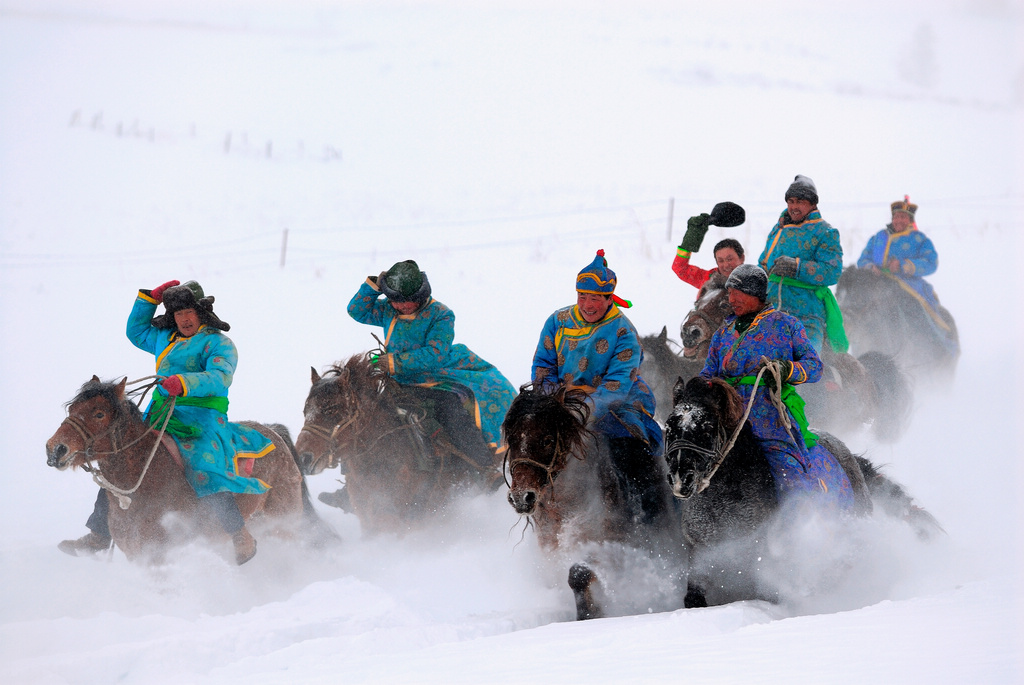
Người Mông Cổ phi ngựa

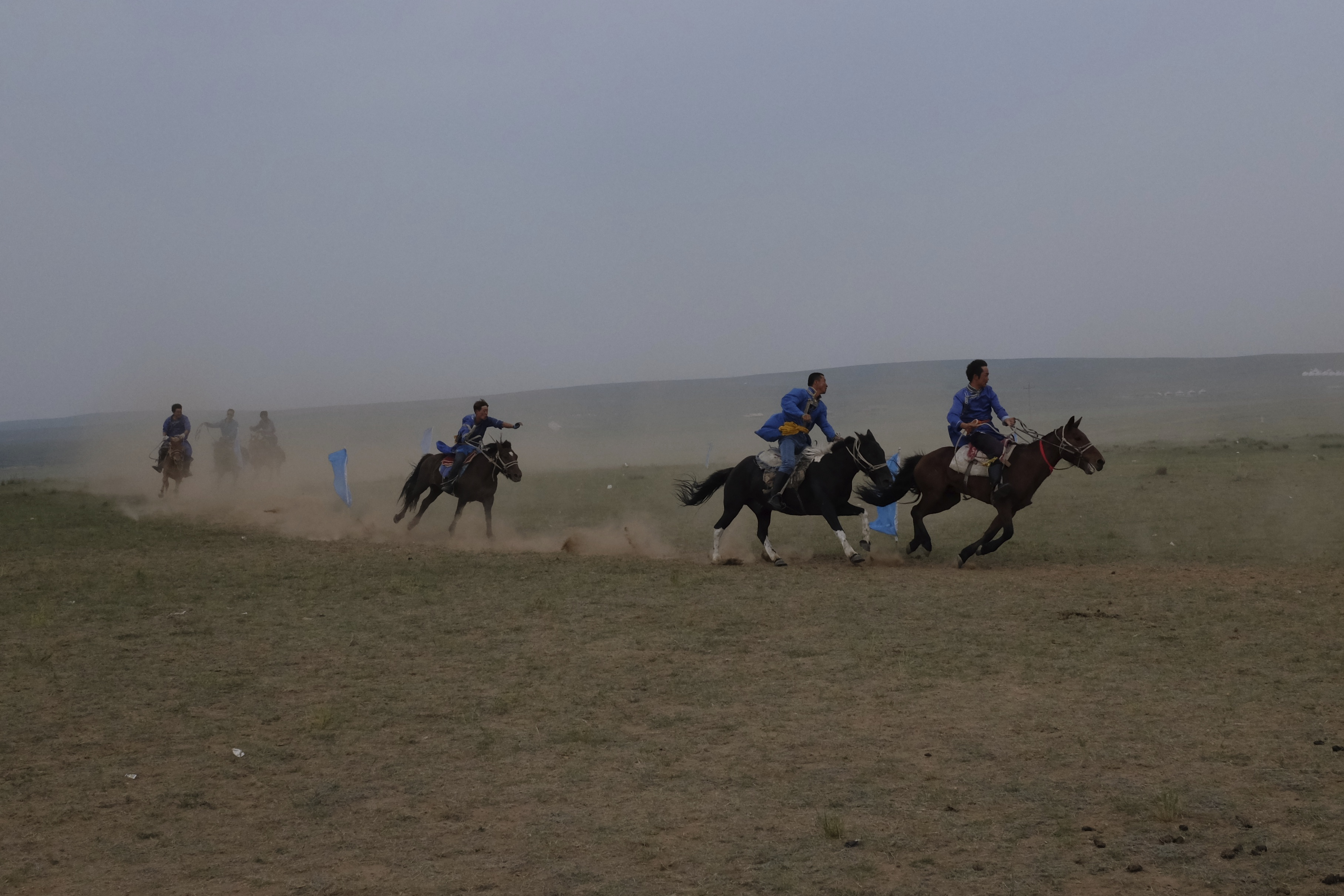
Đua ngựa ở Nội Mông

Ban đầu người Mông Cổ chỉ là nhóm những bộ tộc đơn lẻ sinh sống trên vùng thảo nguyên bán sa mạc. Những cư dân thảo nguyên này còn khá hoang dã và thiểu số, họ sinh sống bằng cách chăn thả súc vật trên đồng cỏ và hoàn toàn không biết gì về nông nghiệp. Vào đầu thế kỉ XI, vùng đất bán sa mạc Trung Á khí hậu bỗng trở nên tốt hơn. Mưa nhiều khiến cỏ trở nên cao và dày hơn, điều này thúc đẩy sự phát triển của 5 loài gia súc: ngựa, cừu, dê, lạc đà và bò của người Mông Cổ. Thức ăn cũng phong phú hơn theo đó cư dân thảo nguyên cũng tăng dần. Giống ngựa Mông Cổ bắt nguồn từ những đồng cỏ phương Bắc với vóc dáng có phần nhỏ hơn, chân ngắn hơn, bờm và đuôi rậm hơn, song chúng ít đòi hỏi chăm sóc, sức chịu đựng tốt, có thể sống quanh năm bằng cỏ mọc trên thảo nguyên, đặc biệt thích nghi tốt với khí hậu cận nhiệt đới.
Ngựa là phương tiện di chuyển, bạn đồng hành, và cũng là thực phẩm của chiến sĩ Mông Cổ và có thể nói họ là những kỵ sĩ số một của thế giới thời đó, “có thể sống mười ngày liên tiếp trên yên ngựa, chỉ uống máu ngựa hút từ một động mạch con vật”. Ngựa Mông Cổ là giống rất chịu đựng và dai sức, tuy chỉ cao từ 130 đến 140 cm nhưng lại rất nhiều. Giống ngựa này lại dễ nuôi, chỉ thuần cỏ không cũng đủ và vì thế rất ít tốn kém. Chỉ đến khi họ chiếm được Bắc Kinh năm 1251 thì mới có thêm những bảo mã vùng Ferghana và sau này triều đình nhà Nguyên giữ độc quyền nuôi ngựa.
Đạo quân Mông Cổ gồm các đội kỵ binh với hàng chục ngàn kỵ sĩ. Ngựa Mông Cổ thấp bé, song rất khỏe, đặc biệt dai sức và dễ nuôi. Hơn thế nữa, trong những cuộc chinh phạt dài ngày, những chiến binh Mông Cổ mệt mỏi vì đói và khát có thể dùng dao khoét lỗ nhỏ trên cổ con ngựa và uống máu nóng của nó. Người Mông Cổ biết rằng sức mạnh của họ chủ yếu là kỵ binh nên luôn luôn chú trọng đến việc duy trì một lượng lớn số ngựa nuôi. Mỗi người lính Mông Cổ phải tự chăm lo cho bầy ngựa của mình từ nhỏ cho tới khi đủ năm tuổi mới cưỡi được và tuyệt đối tuân lệnh người cưỡi nó. Đó chính là yếu tố quan trọng để dùng ngựa trong chiến đấu, kỵ sĩ và tọa kỵ là một.
Đối với chiến mã, Thành Cát Tư Hãn có những quy luật nghiêm nhặt để dưỡng sức cho tọa kỵ. Ngựa phải được hoàn toàn tự do, không yên cương, không ràng mõm, không chở đồ nặng và chỉ được thắng giàm vào giờ phút cuối cùng trước khi xung trận. Những ai vi phạm bị chém đầu ngay tức khắc. Ngựa đực đều bị thiến (gelding) để khi hành quân không nổi cơn bất tử khi thấy ngựa cái và chỉ những con đực khỏe mạnh nhất mới được giữ lại làm giống. Ngựa Mông Cổ được huấn luyện sao cho kỵ sĩ có thể bắn cung đủ mọi hướng trong khi chạy nhanh và sao cho thật ổn định khiến cho xạ thủ không bị trở ngại. Một ưu điểm của tư thế đó là khi chạy nhanh con ngựa bao giờ cũng nhoài đầu về trước khiến cho cung thủ không bị vướng víu, có thể quay ngang quay dọc, trái phải một cách tự do. 

### Chiến thuật

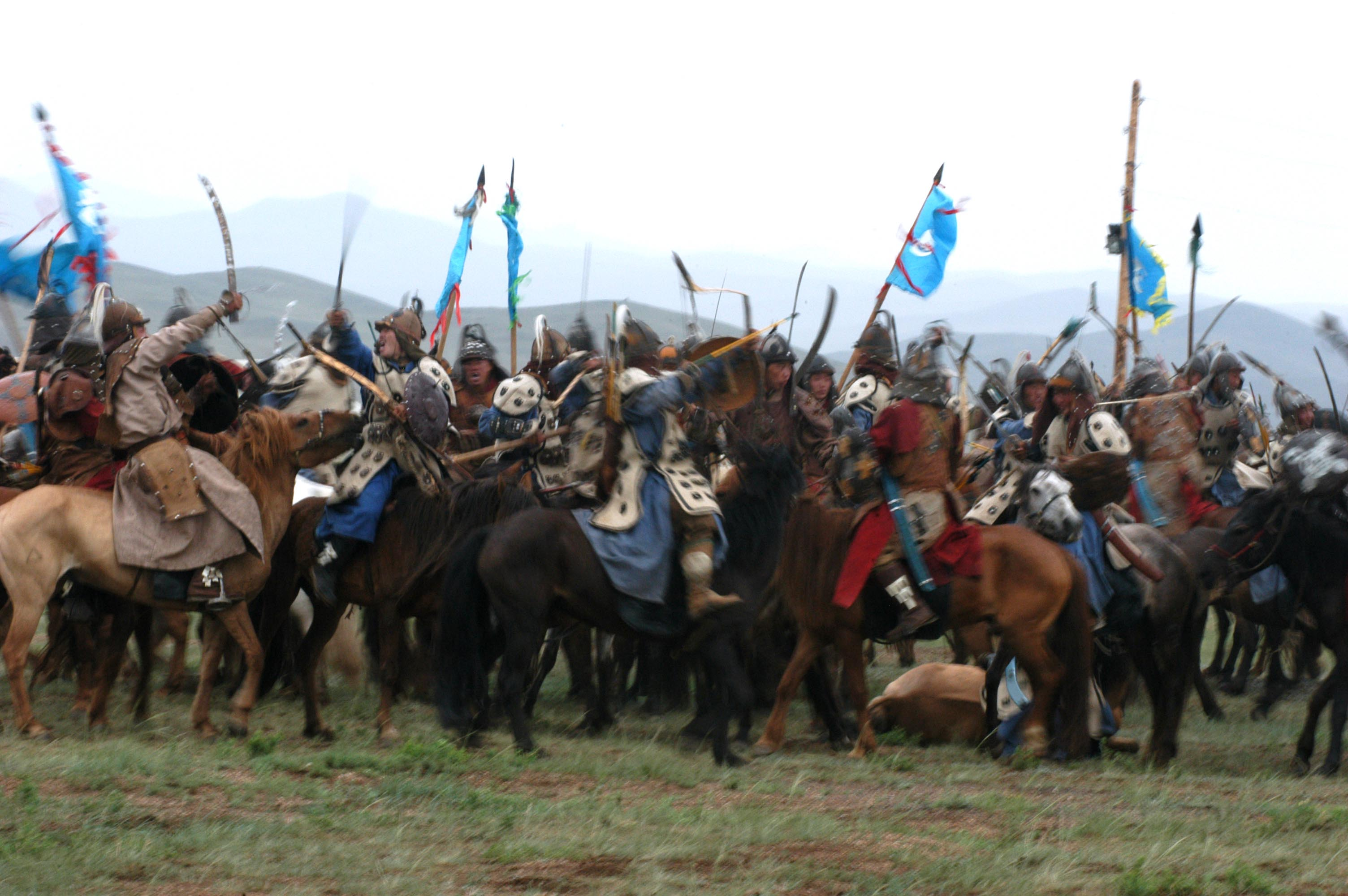
Tái hiện cảnh chiến đấu của kỵ binh Mông Cổ

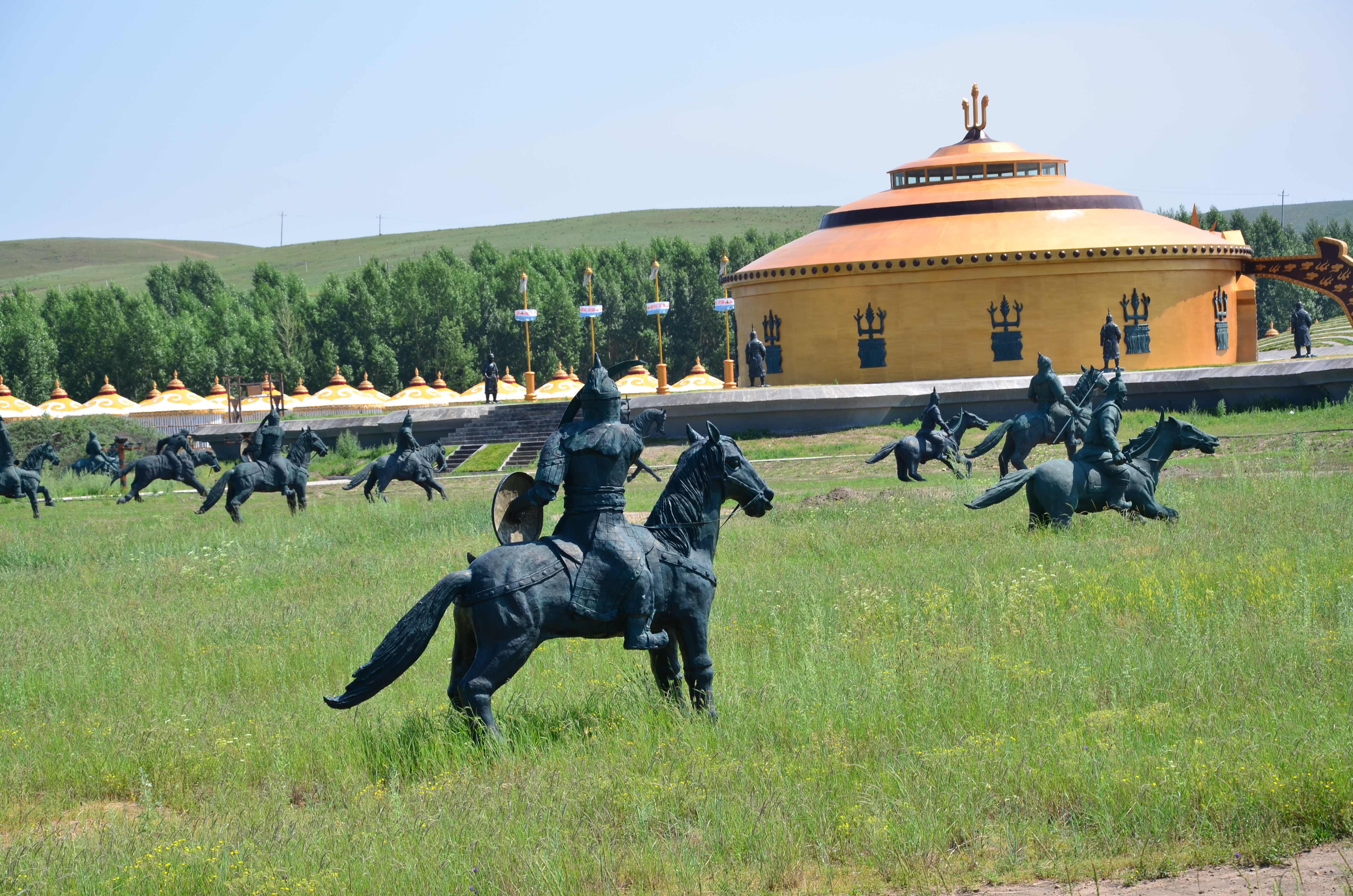
Tượng kỵ binh của Thành Cát Tư Hãn

Đội kỵ binh của Thành Cát Tư Hãn sở hữu sức mạnh đáng gờm, sự thiện chiến đáng kinh ngạc, mỗi lần vó ngựa của quân Mông Cổ đi đến đâu là chiến thắng vang dội ở đó. Dưới sự thống lĩnh của một thiên tài quân sự kiệt xuất và một đội kỵ binh bất bại, họ đã tạo ra một đế chế rộng lớn và hùng mạnh nhất trong lịch sử nhân loại, đội kỵ binh Mông Cổ được chỉ huy bởi một thiên tài quân sự kiệt xuất mọi thời đại là Thành Cát Tư Hãn.
Về phương diện chiến lược, Thành Cát Tư Hãn có một tập chiến lược để đời được hậu nhân đặt là chiến lược “Đại vu hồi”. Đây chính là sự vận dụng tài tính kỹ thuật trong vây bắt khi đi săn bắn của dân Mông Cổ vào trong chiến đấu. Rất nhiều thành lũy vững chắc đã trở thành “con mồi” trong các cuộc vây bắt của đội kỵ binh Mông Cổ. Một trong đặc điểm nổi bật của chiến lược “Đại vu hồi” đó là tạo ra nhiều vòng vây kín quân địch, cắt đứt mọi tai mắt và hậu phương của kẻ địch, kép chặt và cô lập quân địch vào giữa vòng vây, không cho quân địch con đường thoát.
Xét về dân số, Mông Cổ chỉ là một nước nhỏ, nhưng họ đã làm rung chuyển thế giới cách đây hơn 800 năm nhờ những thủ lĩnh xuất chúng với một đạo kỵ binh thiện chiến giỏi cưỡi ngựa, bắn cung và có tầm nhìn thay đổi thế giới. Lối đánh của người Mông Cổ có hai điểm nổi bật, đó là bất ngờ đánh nhanh thắng nhanh và giả thua rồi đột ngột tấn công. Cả hai chiến thuật này đều làm cho hàng ngũ địch mất tinh thần, rối loạn. Nhiều tướng lĩnh Đông Âu đã thất trận trước chiến thuật thứ hai. Sự kết hợp giữa đội quân tinh nhuệ và chiến thuật thông minh đã làm nên nhiều chiến thắng huy hoàng cho vùng đất cao nguyên này.
Nhận xét về khả năng chiến đấu của quân Mông Cổ, một nhà sử học thời Tống viết: "Người Thát lớn lên trên lưng ngựa, tự luyện tập chiến đấu từ mùa Xuân đến mùa Đông, ngày ngày săn bắn, đó chính là cách sống của họ. Về đánh trận họ lợi ở dã chiến, không thấy lợi thì tiến quân... trăm quân kỵ quay vòng, có thể bọc được vạn người. Nghìn quân kỵ tản ra có thể dài đến trăm dặm. Kẻ địch hợp lại thì họ cũng hợp lại, hoặc tản ra, hoặc ẩn hoặc hiện, đến thì như trên trời xuống, đi thì nhanh như chớp giật... Họ mà thắng thì đuổi theo địch chém giết không để trốn thoát, họ mà thua thì chạy rất nhanh đuổi không kịp".
Để phát huy sức mạnh của các đội kỵ binh, không chỉ phát huy lợi thế di chuyển nhanh, quân Mông Cổ thường dùng bài chia rẽ lực lượng quân địch và áp đảo các cánh quân lẻ bằng cung nỏ. Họ tìm các phong tỏa hoặc vây hãm kẻ thù và chiếm lợi thế về quân số tại điểm tấn công. Ngựa cưỡi của quân kỵ bị tấn công, họ đẩy kỵ binh địch khỏi lưng ngựa để dễ dàng tiêu diệt. Các trận chiến thường diễn ra rất nhanh và ào ạt làm nên chiến thuật của người Mông Cổ là thần tốc, ào ạt và hủy diệt. Tốc chiến tốc quyết tựa sấm đánh không kịp bưng tai.
Trong khi đó, lực lượng kỵ binh nhẹ Mông Cổ không đủ khả năng chống đỡ khi đánh sát với kỵ binh trang bị giáp, thì họ tránh giao đấu giáp lá cà. Lính Mông Cổ chọn giải pháp "bỏ chạy" rất nhanh rồi bất ngờ quay ngược trở lại và lại chuyển thành người săn đuổi, thực hiện đòn hồi mã cung. Họ cũng rất giỏi trong việc đánh úp, đột kích kẻ địch.

### Tổ chức

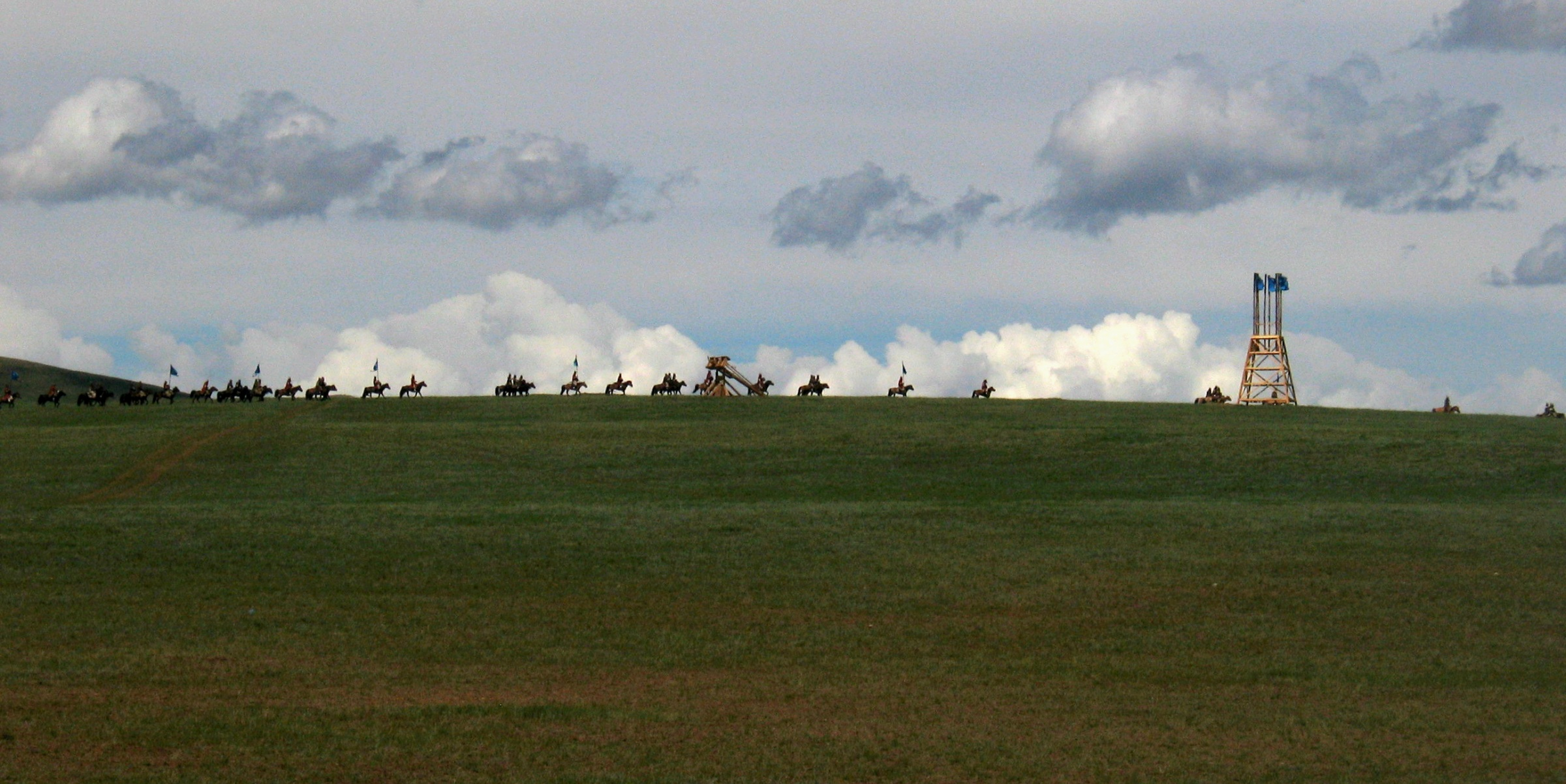
Một đoàn kỵ binh Mông Cổ

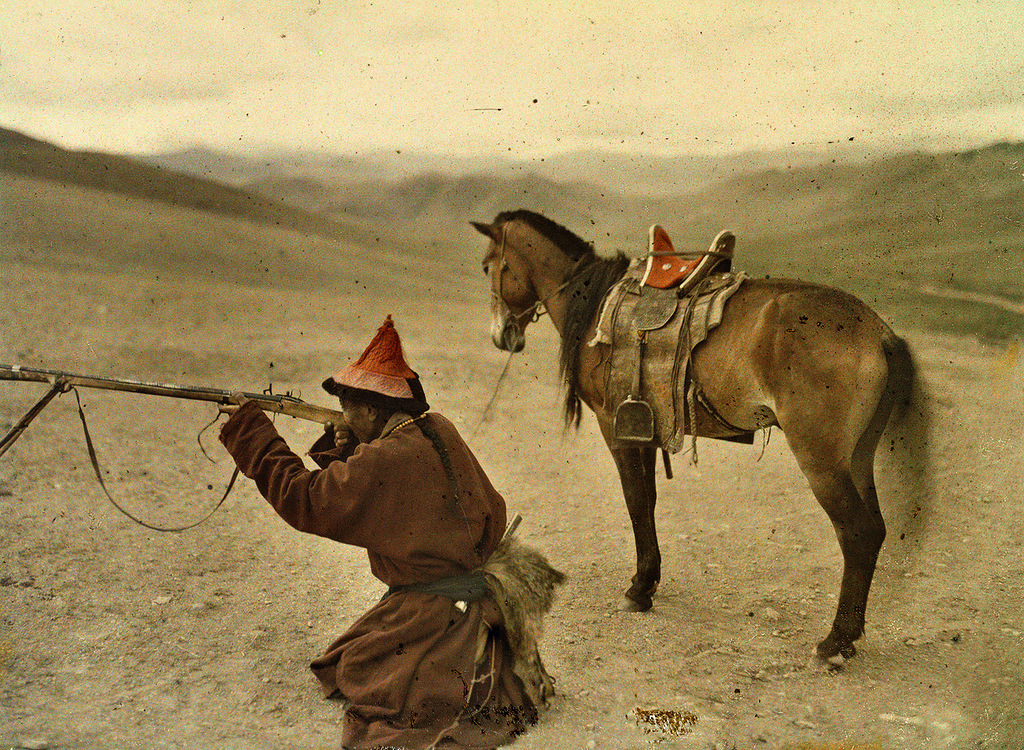
Một thợ săn Mông Cổ thời Cận Đại

Quân đội Mông Cổ được chia thành từng đơn vị theo lối thập phân, mười người thành một đội, có các thập phu trưởng, bách phu trưởng, thiên phu trưởng trông coi. Mỗi người mang theo nhiều con ngựa để thay đổi và họ có thế tiến binh với tốc độ 100 dặm một ngày. Khi chiến đấu cũng như khi đi săn họ sắp thành đội hình để bao vây quân địch. Di động nhanh, biến trá và với chiếc cung mạnh, kỵ binh Mông Cổ có thể sát hại một địch thủ cách họ 100 đến 200 mét vào thế kỷ thứ 13 trở thành một binh đội có ưu thắng tuyệt đối không nơi nào đương cự nổi. Người Mông Cô lại học hỏi nhanh chóng kỹ thuật dụng gián (espionage) và chiến tranh tâm lý (psychological warfare) nên thủ đắc rất sớm những ưu điểm của những vùng bị chinh phục nên càng lúc càng quy mô. Họ cũng rất biến trá, biết dùng nghi binh, dụ địch và thường tấn công bất ngờ.
Ngoài việc dùng trong chiến đấu, ngựa còn đóng một vai trò quan trọng trong việc truyền tin. Hệ thống bưu chính của đế quốc Mông Cổ cũ được gọi là Yam có nghĩa là "trạm kiểm soát". Một người đưa thư thường phải di chuyển 40 km giữa 2 trạm kế tiếp nhau. Sau đó người này có thể nhận ngựa mới đã được nghỉ ngơi hoặc đưa thư đó cho người tiếp theo để đảm bảo tốc độ chuyển thư nhanh nhất có thể. Tại một thời điểm, trên toàn diện tích Mông Cổ có khoảng 1.400 trạm như thế với hơn 50.000 con ngựa sử dụng để chuyển thư. Ngoài ra còn một số trâu bò để chuyên chở những vật nặng và thuyền bè để di chuyển trên các thủy đạo. Trước khi đến trạm kế tiếp, người đưa tin phải rung chuông để bên kia sẵn sàng nhận tin và lên đường ngay lập tức, không chần chờ. Phương pháp này khiến cho lệnh lạc có thể được truyền đi trên 250 dặm (khoảng 400 km) trong một ngày.
Theo Marco Polo, một người Ý làm việc trong triều đình nhà Nguyên 17 năm thì tin tức, lệnh lạc có thể truyền đi khắp nơi trong lãnh thổ chỉ mất vài ngày. Nhà Nguyên cho dựng hơn một vạn dịch trạm, cách nhau từ 40 đến 48 km dọc theo những trục lộ giao thông chính. Mỗi dịch trạm đều có nuôi ngựa tốt và mỗi nơi do dân chúng sở tại phải cung đốn khoảng 400 ngựa khác, trong đó 200 con thả rong và 200 con hiện dịch sẵn sàng nhận lệnh để truyền tin. Triều đình nhà Nguyên kiểm soát việc nuôi ngựa rất chặt chẽ, những ngựa trong dân chúng thường chỉ là ngựa thiến hay ngựa cái được pha giống với lừa để sinh ra con la, một loài vật vô tính, không sinh sản chỉ dùng trong chuyên chở và kéo xe. Ngựa tốt hầu hết là trong cung vua hay dùng vào dịch trạm.

## Việt Nam

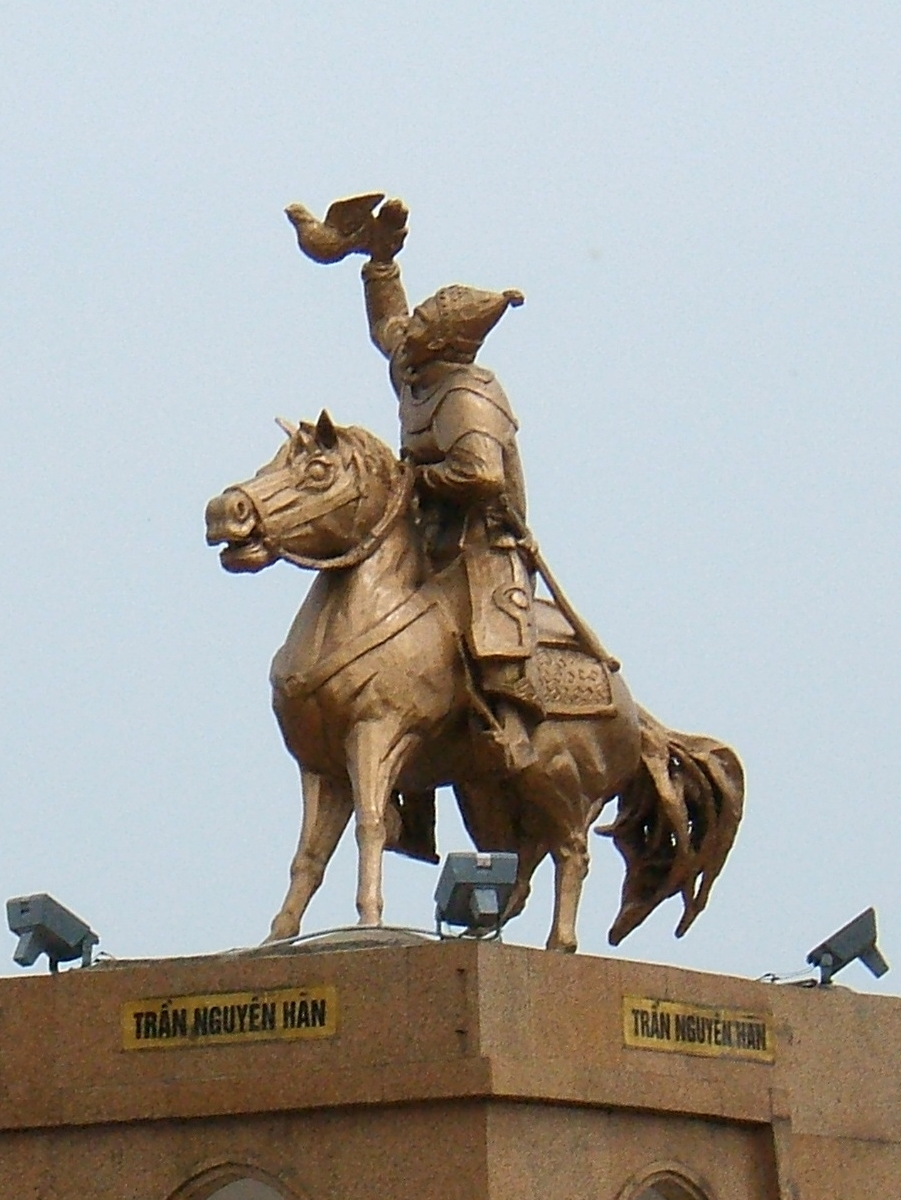
Tượng đài danh tướng Trần Nguyên Hãn cưỡi ngựa tung cánh chim

Ở Việt Nam, tài liệu khảo cổ học cho biết rằng, từ thời đại đồ đồng, cách ngày nay hơn 2000 năm, người Việt cổ đã sử dụng ngựa, ăn thịt ngựa mà những tàn tích xương răng còn để lại trong những tầng văn hóa nói rõ, ngựa không phải là loài du nhập vào quá muộn nhưng tại đây, con ngựa không quan trọng bằng con trâu, con lợn và cũng hiếm có, ngựa không phải là một con vật bản địa nên chúng ít thấy ngoài những con ngựa ở trường đua và mấy con ngựa còm, đầu có một túm lông gà uể oải kéo xe thổ mộ.
Những con ngựa phục vụ cho chiến tranh chủ yếu là ngựa nội phân bố rải rác khắp cả nước như ngựa Bắc Hà, ngựa Phú Yên, ngựa Đà Lạt, ngựa cỏ miền Nam. Chúng thuộc nhóm ngựa giống lùn, có tầm vóc thấp bé, chủ yếu sử dụng vào việc thồ, kéo phù hợp với địa hình hiểm trở, thích nghi với khí hậu, chống chịu được bệnh tật, chịu kham khổ. Ngựa chiến chủ yếu phục vụ cho các vị tướng chứ không phổ biến trong binh lính. Những danh tướng Việt Nam khi cưỡi ngựa tung hoành chiến địa không hề thua kém các tướng tá phương Bắc.
Ngay từ thời xa xưa, người Việt đã ý thức được vai trò, sức mạnh của con ngựa trong chiến tranh. Những chiến thắng lớn trong lịch sử nước Việt đều do thủy quân, tượng binh, bộ binh chứ kỵ binh không phải là binh chủng chủ lực. Thế nhưng lịch sử vẫn lưu lại những sự kiện về những con ngựa quý với những bài học thành bại mang ý nghĩa biểu tượng của ngàn đời. Các triều đại phong kiến Việt Nam đã ý thức rõ sức mạnh và tầm quan trọng của ngựa nên đặt ra cơ quan để chăm sóc, nuôi dưỡng và huấn luyện đó là Viện Mã chính. Người xưa đã phân định rất rõ ràng vai trò trách nhiệm cho các viên quản mục, viên biền cai quản từng loại ngựa, đặt ra chức y sinh để coi sóc, điều trị bệnh cho ngựa, giúp ngựa lúc sinh nở như các thú y sĩ chuyên trách về ngựa bây giờ. 

### Truyền thuyết

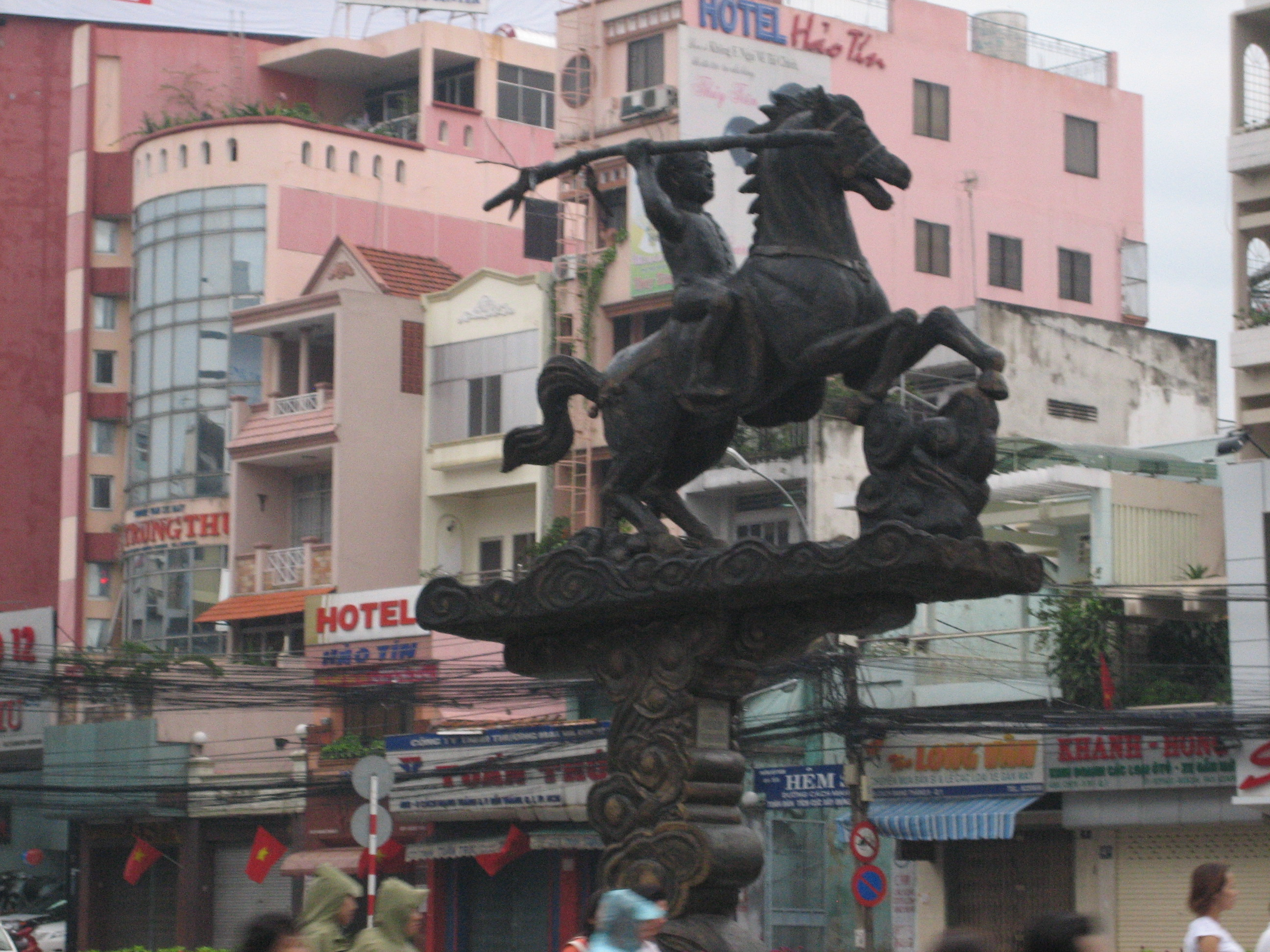
Tượng Thánh Gióng cưỡi ngựa

Trong kho tàng di sản vật thể và phi vật thể của người Việt, ngựa là một trong những con vật mang nhiều giá trị thực dụng, nhất là trong trận mạc, nhưng cũng là một con vật thiêng mang nhiều dáng vẻ khác nhau, dễ tạo hình, đẹp và ấn tượng Trong truyền thuyết ở Việt Nam về ngựa có từ sớm, con ngựa đầu tiên được nhắc đến với tư cách là một lễ vật của Sơn Tinh dâng cho vua Hùng là con ngựa chín hồng mao (voi chín ngà, gà chín cựa, ngựa chín hồng mao). ở nước ta, con ngựa tham gia chiến trận được biết đến đầu tiên là con ngựa sắt, xuất hiện trong truyền thuyết Phù Đổng Thiên Vương. Sau khi đánh tan giặc Ân, ngài Thánh Gióng đã cưỡi ngựa sắt phi về trời. Truyền thuyết còn nói tới An Dương Vương cùng con gái Mỵ Châu vì "Nỏ thần vô ý trao tay giặc, nên nỗi cơ đồ đắm bể sâu" mà leo lên mình ngựa chạy giặc Triệu Đà.
Lịch sử Việt Nam cũng nói đến con ngựa sắt thần kỳ của Phù Đổng Thiên Vương con ngựa này được bọc sắt, cao lớn có khẳ năng phi nhanh, khạc lửa và có thể bay lên trời. Con ngựa sắt đó được nêu là "Ngài về tâu với đức vua đúc cho con ngựa sắt, roi sắt, áo giáp sắt và chiếc nón sắt mang đến cho ta để ta đi đánh giặc Ân". Ngựa sắt, nón sắt và giáp sắt, đã rèn xong. Guóng nhảy lên lưng ngựa, Ngựa hí một tiếng dài, thét ra lửa, lao vút ra trận. Phá xong quân Ân, Gióng phi ngựa đến chân núi Sóc Sơn, ghìm cương, cởi giáp và nón treo lên một cành cây, sau đó cả người lẫn ngựa bay thẳng lên trời.
Huyền thoại về con ngựa sắt của Phù Đổng Thiên Vương là câu chuyện mang ý nghĩa sâu xa về tinh thần yêu nước, ý chí gìn giữ độc lập của một dân tộc. Hình tượng cậu bé cưỡi ngựa sắt, cầm roi sắt phá giặc Ân là sức mạnh động viên cho chính nghĩa, là lòng tin cho sức mạnh giữ nước. Truyền thuyết ấy không đặt ở sức mạnh siêu nhiên, không hướng người ta vào những quyền phép phi thực mà đề cao sức mạnh của dân tộc, người anh hùng trẻ tuổi sinh ra trong lòng dân tộc, lớn lên nhờ những nồi cơm của dân làng. Con ngựa sắt của cậu bé làng Gióng chỉ do người dân Việt làm ra từ nguyên liệu bình thường sẵn có. Con ngựa cũng không có phép thần thông chỉ chạy được, phun ra lửa và cùng người đánh giặc. Khi giặc tan, người ngựa cùng bay về trời.

### Thời Lý

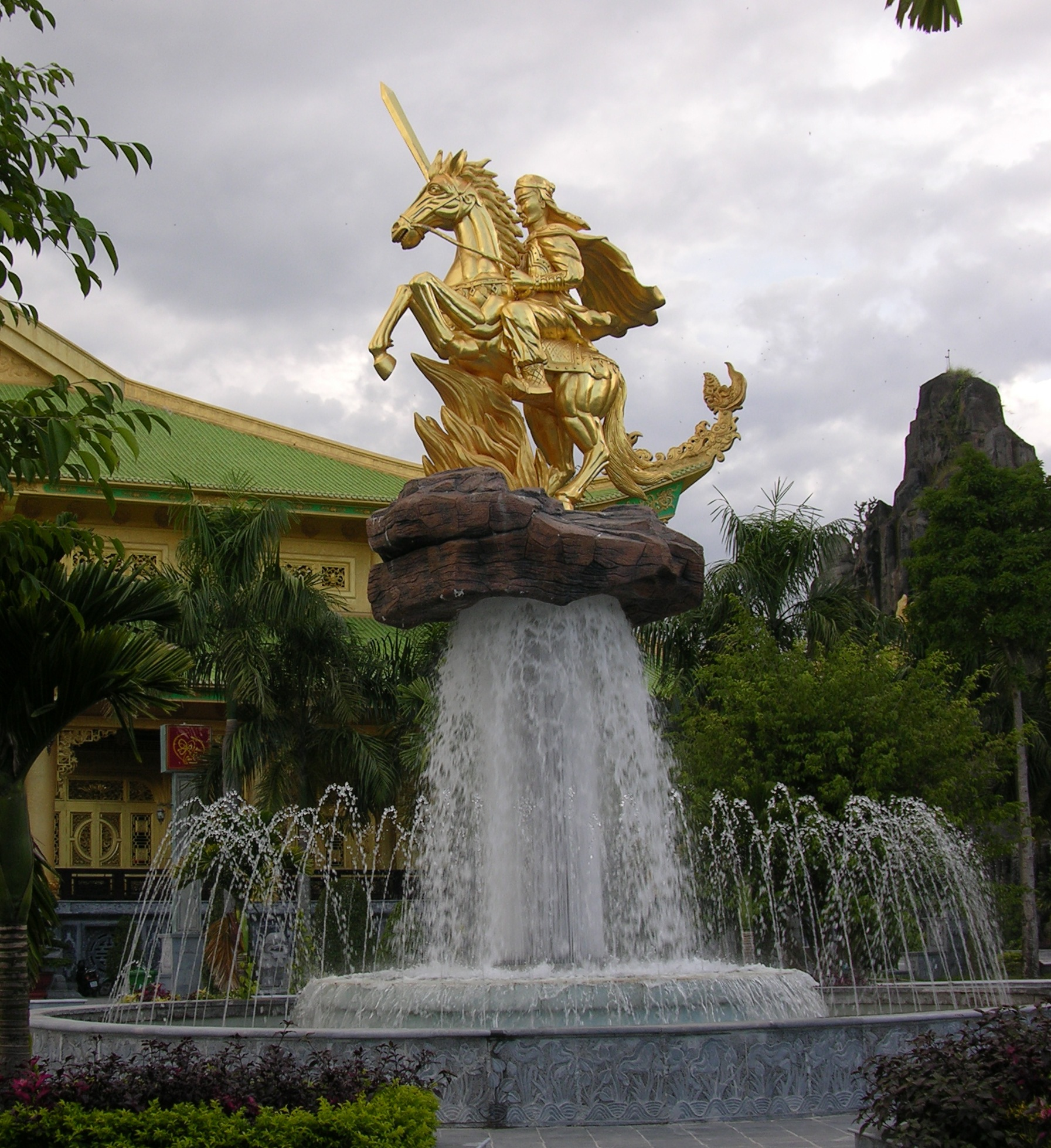
Tượng danh tướng Lý Thường Kiệt cưỡi con chiến mã Song Vĩ Hồng tại Đại Nam Quốc tự thuộc Khu du lịch Đại Nam

Sử sách nhiều lần ghi lại quân dân Đại Việt đã thu được nhiều ngựa chiến trong các lần bảo vệ biên giới. Dưới thời Vua Lý, vào năm Giáp Dần, tức niên hiệu Thuận Thiên thứ năm (1014), tướng của người Man bên kia biên giới là Dương Trường Huệ và Đoàn Kính Chí đem 20 vạn người vào cướp vùng giáp biên nước ta. Châu mục châu Bình Lâm (nay là vùng Tuyên Quang) là Hoàng Ân Vinh tâu lên, Vua Lý Thái Tổ sai Dực Thánh Vương đem quân đi đánh, chém đầu hàng vạn tên giặc, bắt sống nhiều ngựa không kể xiết. Vào thời điểm này, nước ta đang muốn hòa hoãn với nhà Tống, bèn đem 100 con ngựa chiến lợi phẩm của người Man vùng giáp biên giới, sang biếu nhà Tống. Trong chiến tranh với nhà Tống, quân tống đem theo 1 vạn ngựa chiến thì sau cuộc chiến chỉ còn lại 3.174 con.
Bên cạnh việc đánh trận, ngựa còn là món quà quý báu để ngoại giao giữa các tù trưởng với triều đình Đại Việt thời Lý. Châu Vị Long (nay là huyện Chiêm Hóa, Tuyên Quang) dâng ngựa trắng. Sử cũ cũng cho biết, trước đó, các triều vua Lý cũng nhận cống vật là ngựa trắng của Chiêm Thành. Có những khi triều đình Đại Việt lại ngoại giao biếu xén với phương Bắc bằng những con ngựa trắng để giữ hòa hiếu. Xe ngựa biểu hiện của sự quý phái là một trong 9 thứ vua ban (Cửu tích). Ngựa cũng là phương tiện biểu thị lễ nghi. Năm Mậu Thân (1128), vì trong nước có quốc tang nên vua cấm người trong nước cưỡi ngựa trong dịp này. Nhiều nơi trọng yếu trong kinh đô như các cửa Hoàng Thành, Đại Hưng (Cửa Nam ngày nay) còn có tấm bia ghi rõ chữ "Hạ Mã" để ai qua đó cũng phải xuống ngựa.
Nỗ lực xây dựng lực lượng kỵ binh được ghi chép sớm nhất trong sử sách Việt Nam là dưới triều nhà Lý. Năm 1170, nhà vua cho xây Xạ đình (trường bắn) ở Nam Hoàng Thành. Ngoài học kinh vở, binh pháp, 1 nội dung bắt buộc trong hệ thống giáo dục cho con em quý tộc thời Lý là luyện tập cưỡi ngựa bắn cung. Tập tục này trở thành chuẩn mực cho các triều đại về sau. Trong các kỳ thi tiến sĩ võ, ban võ nghệ đầu tiên được thao diễn bao giờ cũng là cưỡi ngựa. Ngựa trong chiến tranh với Chiêm Thành cũng đắc dụng khi vết chân ngựa của Lý Trần Lê vào tận kinh thành Phật Thệ, đặc biệt, con ngựa Song Vỹ Hồng của Lý Thường Kiệt là con thần mã lẫy lừng trong lịch sử Đại Việt, từng ruổi rong thiên lý chạm chân đến đế đô Vijaya.

### Thời Trần

Phục dựng thiết kỵ thời nhà Trần, dựa vào hiện vật mũ sắt và khiên

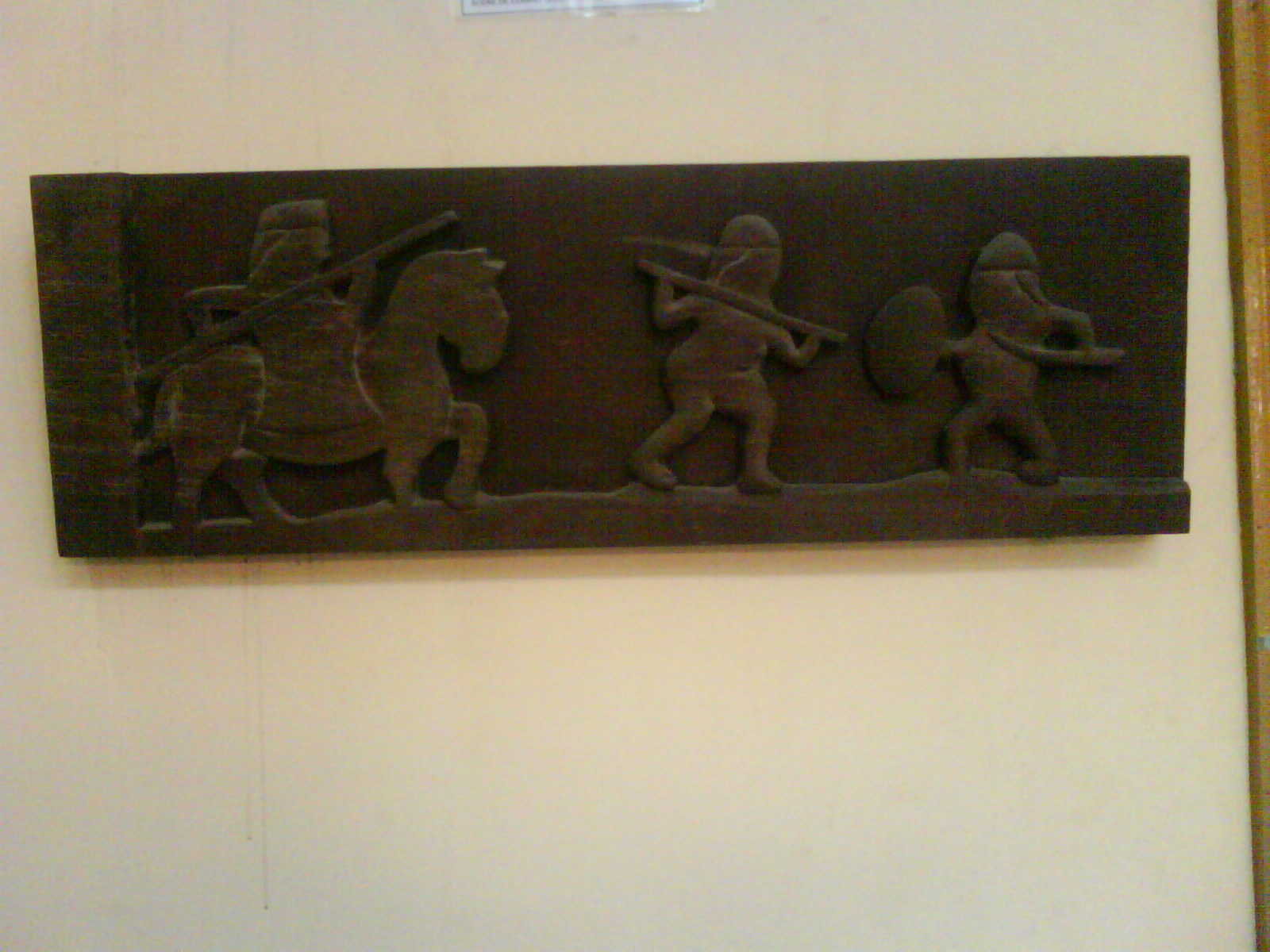
Khắc gỗ thời Trần tk 13: tập võ, bảo tàng lịch sử thành phố Hồ Chí Minh. Kỵ binh đâm thương bằng cả hai tay thay vì kẹp thương dưới nách như kỵ sĩ châu Âu

Dưới thời nhà Trần, lực lượng kỵ binh được chú trọng xây dựng bên cạnh các binh chủng khác để đáp ứng cho yêu cầu chống lại sự xâm lượng của quân Nguyên-Mông và chiến tranh biên giới phía Nam với Chiêm Thành. Cho đến nay, hình tượng ngựa sớm nhất được biết, đó là trên một chiếc thạp gốm hoa nâu, thế kỷ 14. Nghệ nhân trang trí một người đội mũ quan cưỡi ngựa, với dáng vẻ khoan thai nhưng hùng dũng, mà đằng sau có một kẻ theo hầu cùng một người đeo vác và một người gánh lương thực. Đi trước là người dắt ngựa với vẻ khúm núm, kính cẩn trong tâm thế của một đầy tớ trung thành.
Trong chiến tranh với Mông Cổ, bên cạnh voi và thuyền thì ngựa cũng được sử dụng rộng rãi, đặc biệt là danh cho các viên tướng. Sử cũ còn chép lại viên tướng Lê Phụ Trần trong một trận kịch chiến đã một mình một ngựa lao vào trận địa kỵ binh của quân Mông Cổ và sắc mặt vẫn thản nhiên như không, hay sau đó Vũ Vương Hiến (Trần Quốc Hiến) dùng kỵ binh truy kích và bắn chết tướng A Bát Xích của Mông Cổ. Trong trận chiến này sức mạnh tưởng như vô địch lại bị chặn đứng bởi những quốc gia nhỏ bé vùng Đông Nam Á là Đại Việt, xuyên qua vai trò giống ngựa và cây cung của những bộ tộc du mục để đưa ra cái tương phản của khung cảnh thế giới vào thời đại Nguyên–Mông, cái ưu thắng của người biết vận dụng phương tiện chiến tranh vào việc chinh phục những khu vực khác, đồng thời cũng nhắc đến sự diệu dụng của một dân tộc còn rất sơ khai đã đem cái “đoản” của mình để chống với cái “trường” của địch. Đặc biệt là cách đánh khôn khéo với chiến thuật tập kích khi đối phương "người tách khỏi ngựa" (đánh vào những lúc nghỉ ngơi, hạ trại, lúc đêm đến).
Đoàn quân Mông Cổ ba lần đưa quân xuống phương Nam xâm lược Đại Việt thì gặp thất bại, một phần do địa hình ở đây không thuận lợi để phát huy sở trường tác chiến của kỵ binh vốn dùng để đánh chính diện và vu hồi trên chiến trường bình nguyên rộng rãi. Quân kỵ binh gốc Mông Cổ thiện chiến thì lại không phát huy được sở trường do chiến lược của Đại Việt là chọn đánh quân Nguyên ở những vùng bến sông hoặc rừng rậm, tránh giao chiến ở vùng bằng phẳng. Ở Việt Nam, voi chiến đã thể hiện ưu thế khi đối đầu với kỵ binh Mông Cổ và những đạo quân khác. Quân Đại Việt cũng có ưu thế về thủy binh và áp đảo quân Nguyên Mông trên mặt trận thủy chiến.
Trong giai đoạn này, số lượng ngựa của quân Nguyên Mông đặt chân lên đại Việt là khá lớn, trong chiến dịch đầu tiên có ít nhất 3 vạ kỵ binh Mông Cổ nhưng khi thâm nhập đất Tống, đoàn quân này còn 3000 kị binh Mông Cổ. Trong trận chiến lần hai và thứ ba, không có thống kê cụ thể về số lượng ngựa chết nhưng được phỏng đoán là rất lớn vì đạo quân Nguyên Mông đông đảo lần này bị thiệt hại nặng nề.
Quân Nguyên Mông ba lần vào xâm chiếm Việt Nam đem theo hàng vạn con ngựa chiến từ thảo nguyên Mông Cổ, Vân Nam, Kinh Bắc, Tân Cương. Khi thất trận tháo chạy thì trong số chiến mã này, ngoài số lượng bị giết tại trận, một số thì bị bắt, một số bị lạc trong rừng, trở nên một loài ngựa hoang lai giống với các loài ngựa bản địa sinh ra loài ngựa mới. Sau này, Lê Quý Đôn đã từng viết trong quyển Vân Đài Loại Ngữ: “Nước ta, tỉnh Tuyên Quang và Cao Bằng đều sẵn nhiều ngựa".
Việt sử còn đề cập đến chuyện con ngựa đá thời nhà Trần. Trong lúc làm lễ ở chùa Lăng sau khi đánh bại quân Mông Cổ, vua Trần Nhân Tông liền cảm khái hai câu thơ bằng chữ Hán: Xã tắc lưỡng hồi lao thạch mã/Sơn hà thiên cổ điện Kim âu/Xã tắc hai phen chồn ngựa đá/Non sông nghìn thuở vững âu vàng. Sau này vị vua Trần Duệ Tông cũng nổi danh là ông vua trên lưng ngựa và chết tại sa trường. Sử sách còn ghi lại con Nê Thông của Hoàng đế Trần Duệ Tông là con thần mã lẫy lừng trong lịch sử Đại Việt từng đưa vị vua này chiến đấu và tử trận trên đất Chiêm Thành. Triều Trần cũng từng nhận ngựa Java, tức Indonesia bây giờ là các cống phẩm giá trị

### Thời Lê

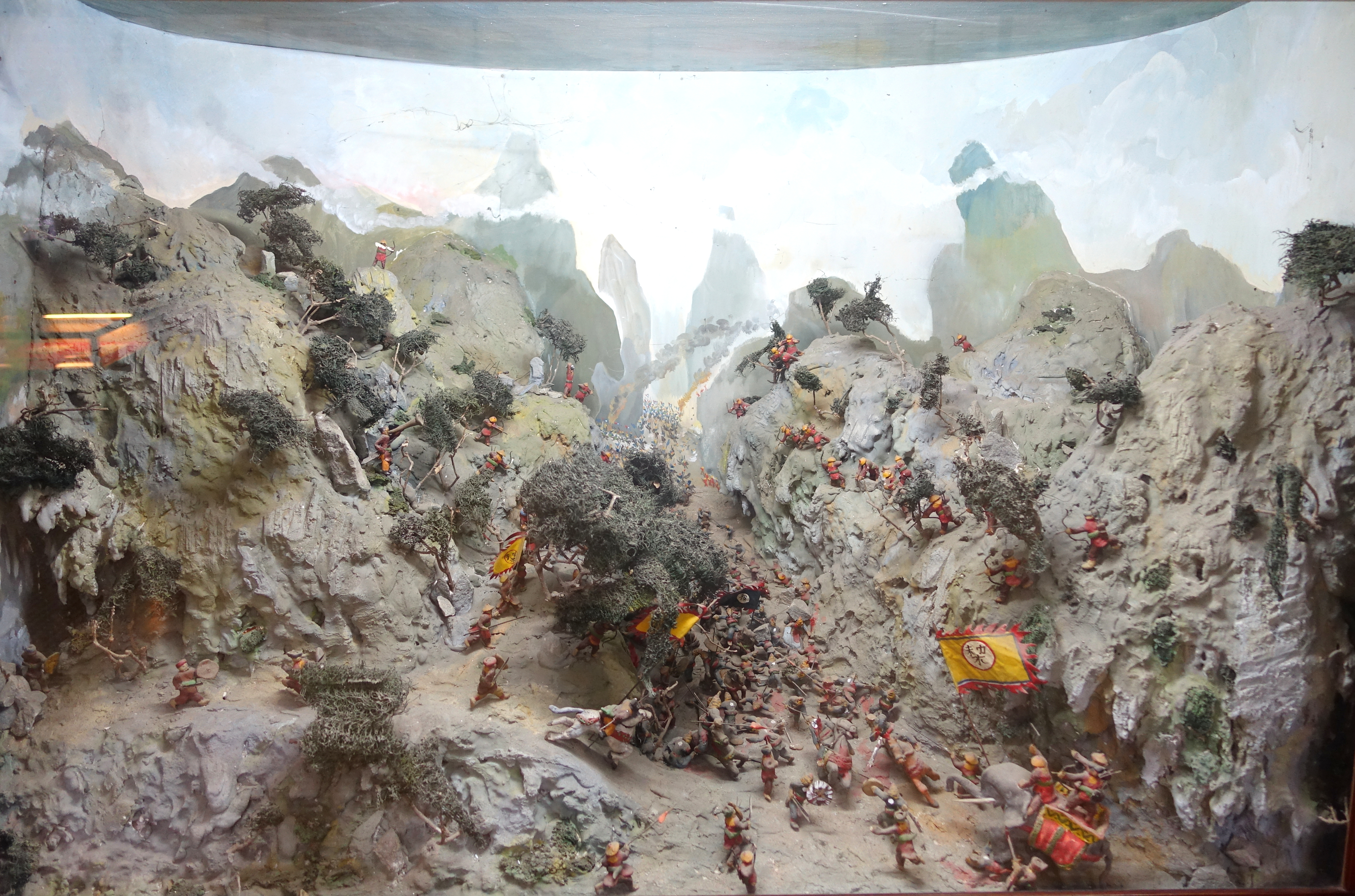
Tái hiện trận Chi Lăng của nghĩa quân Lam Sơn, trong đó có sự tham gia của kỵ binh và tượng binh

Trong cuộc kháng chiến chống quân Minh của Lê Lợi, hình ảnh của ngựa lại được nhắc đến với chuyện Lê Lai cứu chúa. Năm 1418, khi mới khởi nghĩa, thế quân Minh đang mạnh, trong một trận bao vây Lê Lai đổi áo cho Lê Lợi, sau đó cưỡi ngựa phi vào trận địa quân giặc xưng là "Chúa Lam Sơn" và bị giết. Năm Canh Tý (1420), quân Minh kéo đến vây hãm rất đông, bị nghĩa quân phục kích, chém đầu giặc khá nhiều và bắt được hơn trăm con ngựa. Năm Nhâm Dần (1422), nghĩa quân bị vây hãm bốn mặt ở núi Chí Linh, thiếu lương thực, chỉ ăn măng, rau, củ. Khi đó, Lê Lợi đã thịt cả con ngựa mình đang cưỡi cho quân lính ăn thịt ngựa.
Năm Giáp Thìn (1424) có một trận đánh thắng lớn là trận Trà Lân, chém được nghìn đầu giặc Phương Chính, bắt được hơn trăm con ngựa. Sau đó, Lê Lợi đã chỉnh đốn ngựa, voi và quân lính chuẩn bị đánh tiếp. Năm Bính Ngọ (1426), Lê Lợi lại bắt được 500 ngựa chiến trong trận vây hãm thành Đông Đô (Hà Nội ngày nay). Sau đó, nhà Minh đem 5 vạn quân và 1.000 ngựa để ồ ạt cứu viện, lại bị chém chết 3.000 tên, thu 500 ngựa trong trận Pha Lũy. Tiếp đó, tướng Liễu Thăng, Mộc Thạch đem 20 vạn quân và 3 vạn ngựa chiến xâm lược, lại bị thua trận ở ải Chi Lăng, Liễu Thăng bị chém đầu, quân Lê bắt được hơn 5.000 ngựa chiến.

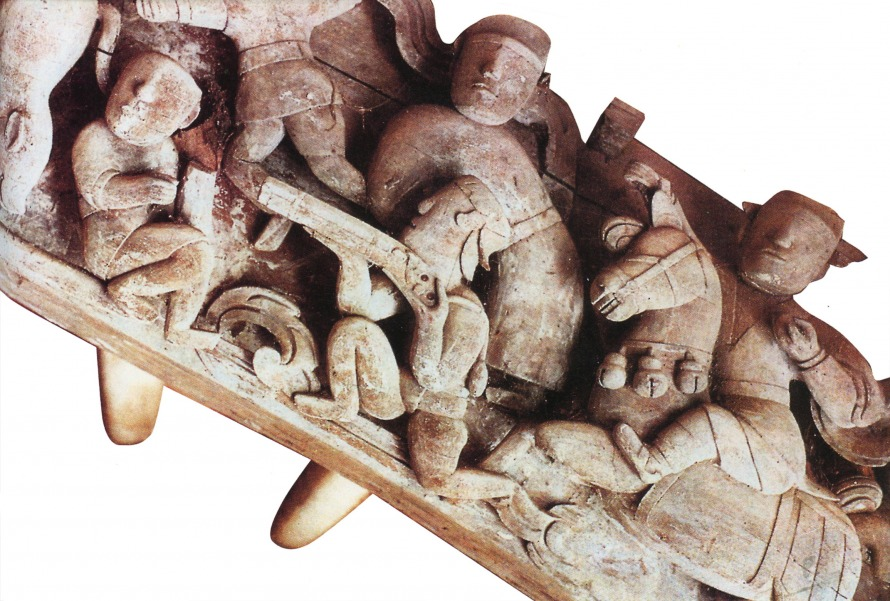
Kỵ xạ thế kỷ 17, chạm gỗ cảnh săn hổ- đình Hạ Hiệp-Hà Tây

Ngày xưa các triều đại đã đặt ra Viện Tượng Chính và Mã Chính là hai cơ quan chăm sóc, huấn luyện voi, ngựa; thời Lê đặt hai Giám ti Ngự Tượng và Ngự Mã. Năm 1509, vua Lê Uy Mục cho đặt hai chức quan là Giám ti Ngự Tượng và Ngự mã. Thời Lê Thánh Tông, trong 66 Ty ở Kinh đô, có 7 Ty cung nỏ, trong đó có Ty Kỵ Xạ, Ty Du Nỗ, Tráng Nỗ, Kính Nỗ, Thần Tý. Trong 51 Vệ ở kinh đô, có Vệ Kỵ Xạ chia làm 5 sở, lại có 4 vệ Mã Bế Khi hỏa khí xuất hiện, kỵ xạ cũng dần dần mai một bởi hỏa khí dễ sử dụng, dễ chế tạo và có sức công phá vượt trội. Lê Quý Đôn ghi lại rằng nhà Lê Trung Hưng từ năm 1724 trở về sau vẫn còn có môn cưỡi ngựa bắn cung trong thi Bác Cử Nhưng trong Thượng Kinh Phong Vật Chí, ông cho biết thời đại ông người ta đã bãi bỏ cưỡi ngựa bắn cung, và thay bằng nội dung cưỡi ngựa bắn súng trong khoa cử.
Trong các trận đánh thời Lê Mạc, sử sách ghi khá nhiều lần các tướng cưỡi ngựa chỉ huy quân sĩ xông vào trận đánh, chứng tỏ vào thời điểm này, ngựa chiến khá lợi hại, chỉ vua và tướng mới được cưỡi. Bên cạnh ngựa, voi cũng là một con vật được dùng để đánh trận, vì thế, trong các cuộc chiến thường có ngựa và voi ra trận cùng nhau. Có giai đoạn trong trận mạc, ngựa được mặc áo giáp sắt. Sử cũ còn ghi lại Tiết chế Trịnh Tùng đã đem 5.000 quân tinh nhuệ, voi khỏe và ngựa bọc sắt vào góc Tây Bắc thành Thăng Long để đánh Mạc Mậu Hợp. Trịnh Tùng từng sử dụng 400 quân thiết kỵ làm trợ chiến để đẩy lùi cuộc xâm lấn của quân Bắc triều. Năm 1592 ông huy động tới 5000 kỵ binh nặng, trang bị giáp sắt cho cả ngựa để vây hãm Đông Kinh của nhà Mạc. Trong Đại Việt sử ký toàn thư, Bản kỷ tục biên ghi nhận thời Nam Bắc triều, quân Trịnh theo phò nhà Lê có lực lượng kỵ binh khá mạnh.
William Dampier, một nhà du hành từng đến Đàng Ngoài năm 1688 có ghi nhận là quân đội chúa Trịnh có chừng 70.000-80.000 quân thường trực, trong số đó hầu hết là bộ binh trang bị súng tay, ở kinh thành chúa có thường trực voi chiến 200 thớt, ngựa chiến 300 con, nuôi béo khỏe. Ngựa trung bình cao 140 cm đến vai, kích cỡ tương đương các nòi ngựa để cưỡi hiện đại Một ghi chép của người phương Tây về lực lượng quân sự Đàng Ngoài dưới thời Thanh Đô Trịnh Tráng cho rằng vào năm 1640 nhà chúa có dưới trướng hơn ba mươi vạn bộ binh, hai ngàn thớt voi trận và một trăm lẻ hai ngàn quân kỵ con số này đáng nghi vấn. Tuy nhiên ghi chép này cũng cho người đời sau thấy được ấn tượng của những người ngoại quốc về 1 quân đội Đại Việt hùng cường toàn diện, từ thủy binh, bộ binh đến kỵ, tượng binh.

### Tây Sơn
Nhiều cuộc khởi nghĩa của nông dân luôn gắn với việc sử dụng ngựa chiến, như khởi nghĩa Tây Sơn. Khi có giặc đến, cũng như người nông dân thay áo nâu bằng áo trận, ngựa thồ được huấn luyện thành ngựa chiến. Năm 1964 trên báo Hòa Đồng xuất bản ở Sài Gòn ông Hồ Hữu Tường nói rằng lúc trước quân Tây Sơn có những đoàn “sảo mã” đặc biệt tinh nhuệ, giữ việc thông tin liên lạc, số ngựa trong đoàn sảo mã này phần lớn chọn từ Phú Yên. Nguyễn Nhạc sau khi lên ngôi, sứ giả nước Anh là Chapman tới yết kiến, Nguyễn Nhạc đặt vấn đề có ngay một con ngựa Ăng Lê. Ông đặc biệt muốn có ngựa ngoại với bất cứ giá nào và ông đã nhờ Chapman chuyển thư cho Toàn quyền Bengale yêu cầu một con ngựa nâu sẫm với đôi tai nhỏ và đẹp, dựng đứng lên trong chuyến tàu sớm nhất cập vương quốc của mình qua cảng Thi Nại.
Tây Sơn ngũ thần mã, vó ngựa tung trời Triều đại Tây Sơn tuy tồn tại trong khoảng thời gian ngắn ngủi nhưng đã để lại những dấu ấn hào hùng, người ta còn ấn tượng mạnh mẽ với Tây Sơn ngũ thần mã. Ngồi trên lưng của những chiến mã này, các tướng sĩ Tây Sơn đã lập nên bao thắng lợi vang lừng, trong số này thì có ít nhất ba con thần mã là giống ngoại quốc (hãn huyết mã). Tây Sơn ngũ thần mã uy dũng xuất chúng mà còn là những con vật trung thành. Chúng đều được vinh danh trong cuốn Tây Sơn nhân vật chí của Đinh Sĩ An, sau khi nhà Tây Sơn diệt vong, chúng vẫn được người Bình Định tưởng nhớ và tôn thờ như linh thú.

### Thời Nguyễn

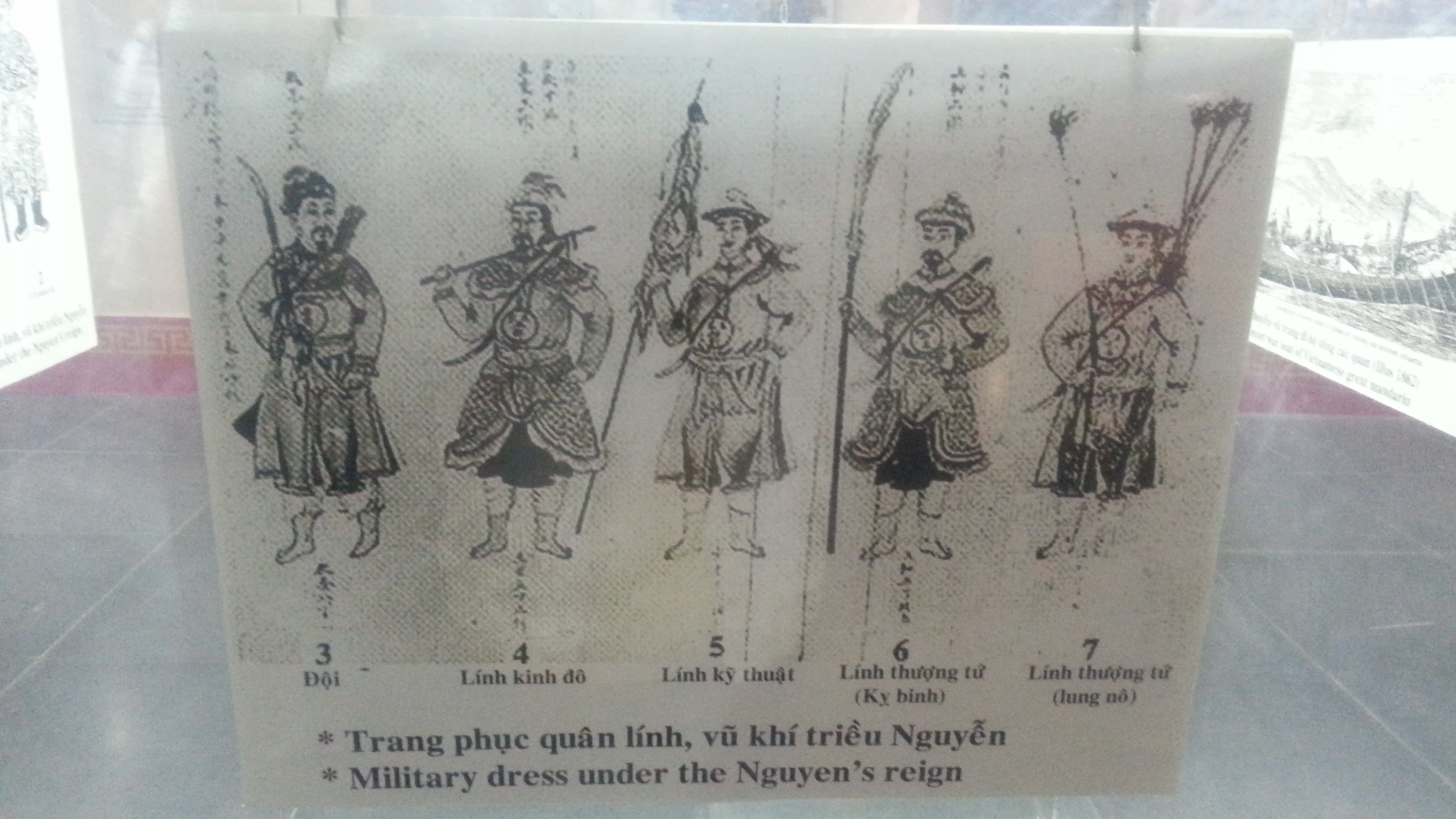
Tranh vẽ các binh chủng thời Nguyễn, trong đó có kỵ binh (lính thượng tứ)

Vào thời nhà Nguyễn, lực lượng ngựa chiến rất được chú trọng củng cố và phát triển. Kinh thành Huế là nơi đã diễn ra nhiều cuộc thao diễn trận ngựa có quy mô hoành tráng, với sự tham gia của hàng trăm đầu ngựa. Bản thân các vua chúa nhà Nguyễn cũng sở hữu nhiều con chiến mã xuất sắc. Ngoài việc tham gia trận mạc, ngựa còn là phương tiện để đưa tin, có những "ngựa trạm" để chuyên làm việc này, nhất là trong thời Nguyễn. Để duy trì liên lạc, nhà Nguyễn đã thiết lập một hệ thống trạm ngựa từ Cà Mau cho đến ải Nam Quan phiên thuộc Ty Bưu chính.
Ngựa, voi là vật quý được triều đình chăm sóc Trong “Khâm Định Đại Nam Hội Điển Sự Lệ” của Quốc Sử Quán triều Nguyễn đã dành riêng quyển 175 để quy định về vấn đề Mã chính; bao gồm ngạch ngựa, chăn nuôi ngựa, kén chọn ngựa, khám nghiệm ngựa, diễn ngựa, trang sức cho ngựa, thời Nguyễn có quy chế cụ thể về Mã chính bao gồm ngạch ngựa, chăn nuôi ngựa, kén chọn ngựa, diễn ngựa, trang sức cho ngựa, có cả y sinh chữa bệnh cho ngựa. Và người ta đã phân biệt đẳng cấp ngựa dành cho vua, cho tướng, các loại ngựa chiến, ngựa thồ. Về ngựa chiến, theo tiêu chuẩn xưa đó phải là giống ngựa quý, thuần chủng, có 4 nước đại và 3 đợt nhảy cao, 9 đức tính tốt. Những ngựa chiến giỏi gồm: ngựa Thố (Thỏ), ngựa Câu (Ngựa Tơ), ngựa Kỳ (hay), ngựa Ký (Bền), ngựa Đề (Móng Thú), ngựa Tuấn (Đẹp), ngựa Lạc (Vui), ngựa Bảo (Quí), ngựa Phiêu (Béo).
Ngựa nuôi ở kinh thành thì thuộc vào viện Thượng Tứ, ở nhà trạm men đường ngoài các tỉnh thuộc các thành, trấn, đạo sở tại. Ngựa để dùng trong thông tin liên lạc khác với ngựa trong việc vận chuyển kéo xe, lại càng khác xa với ngựa chiến. Người xưa đã phân định rất rõ ràng vai trò trách nhiệm cho các viên quản mục, viên biền cai quản từng loại ngựa, đặt ra chức y sinh để coi sóc, điều trị bệnh cho ngựa, giúp ngựa lúc sinh nở như các thú y sĩ chuyên trách về ngựa bây giờ. Ngựa Phú Yên được triều đình nhà Nguyễn xếp vào loại ngựa dụng. Vua Minh Mạng, Thiệu Trị, Tự Đức thích dùng ngựa Phú Yên và giao cho quan lại Phú Yên tuyển chọn, chăm sóc những con ngựa quý để đưa về Kinh, họ giao cho Phú Yên phải mua ngựa nộp và cắt cử người về kinh hướng dẫn việc nuôi ngựa. Việc các quan Phú Yên tiến dâng ngựa tốt được ghi vào sách Thực lục.
Tàu ngựa của vua Minh Mạng có những con ngựa quý, được nhắc đến trong sử nhà Nguyễn với những cái tên như Phúc Thông, Cát Thông, An Tường Ký, Thần Lương, Phúc Lưu, Cát Lưu, Thiên Mã. Trong số đó, Vua Minh Mạng đã nhận xét về con An Tường Ký như sau: “con ngựa trắng, dù không là giống ngựa tuyệt trần chạy bay như mây, nhưng trẫm cưỡi thấy được yên ổn nên goi nó là An Tường Ký". Trong tàu ngựa Minh Mạng, lại có con Thiên Mã thuộc giống ngựa Trung Đông thuần chủng Ả Rập. Thiên Mã là con ngựa từ nước Tây Vực (Apganistan hiện nay) được nhập vào trong tàu ngựa của Hoàng đế năm 1830. Vua Minh Mạng đã ban du phong chức cho con Thiên Mã như sau: "Ta đã sai dong yên ngồi cưỡi, chạy nhanh như chớp gió, thật vượt mức trong các loài ngựa có bốn nước đại và ba đợt nhảy cao, lại cao siêu hơn loài ngựa có chín đức tính tốt và tám thứ ngựa giỏi, nên ban cho tên đẹp để tỏ cái đức con ngựa quý, nay gọi trên là Đại Uyển Long Tuấn".

### Từ năm 1945 về sau
Ở Việt Nam, thời kỳ kháng chiến chống Pháp ngựa cũng rất đắc dụng để thồ hàng. Trong chiến tranh, người ta huy động một số lượng lớn ngựa Phú Yên để thồ gạo muối, phục vụ chiến trường liên khu V. Thời kỳ chiến tranh, hàng ngàn con ngựa ở Phú Yên cũng được huy động tham gia tải gạo, thực phẩm, đạn dược ra chiến trường. Qua một thời chinh chiến, ngựa ở đây giờ được dùng nhiều để kéo, cưỡi, thồ. Ở vùng núi và cao nguyên cán bộ đi công tác bằng ngựa. Ở chiến khu Việt Bắc, Tố Hữu viết về Bác Hồ cưỡi ngựa đi giữa núi rừng "Nhớ người những sáng tinh sương/ Ung dung yên ngựa trên đường suối reo". Tại Sơn Hòa có một trận đánh lớn ở Trường Lạc. Đồng bào trầm trồ bàn tán với nhau việc Trung đoàn trưởng Lư Giang (sau này là tướng) cưỡi ngựa chỉ huy trận địa.
Các hồi ký của những chiến sĩ cũng thường nhắc đến vai trò của ngựa Phú Yên và gạo Tuy Hòa trong chiến dịch Tây Nguyên thời chống Pháp. Trong Miền đất huyền thoại, Văn Công viết: "Từng đợt dân công, hàng vạn trai gái Kinh Thượng sức người, sức ngựa lai thồ hàng vạn tấn gạo muối vượt dốc Mõ, dốc Chanh, dốc Ai–nu, đèo Ma–lố đáp lời kêu gọi của chiến trường". Trong cuốn sách lịch sử "Phú Yên–30 năm chiến tranh giải phóng" cũng nhắc đến hình ảnh ngựa Phú Yên thồ gạo Tuy Hòa phục vụ các chiến trường: "Hàng trăm đoàn dân công, ngựa thồ ngày ngày vượt suối, trèo đèo, dầm mưa dãi nắng vận chuyển gạo, thực phẩm, đạn dược lên chiến trường Đắc Lắk. Năm 1951, tỉnh đã huy động 46.364 người và 1.416 con ngựa đi vận chuyển lương thực, đạn dược ra chiến trường với tổng số 639.951 ngày" nhiều con ngựa thồ đưa được nhiều hàng tới nơi an toàn đúng quy định. Ngày nay, bộ đội biên phòng vẫn còn sử dụng ngựa (giống ngựa Carbadin) để tuần tra.